# Bryan Danielson
Bryan Lloyd Danielson (Aberdeen, Washington; 22 de mayo de 1981) es un luchador profesional estadounidense, actualmente trabaja para All Elite Wrestling bajo su nombre real.
Danielson es más conocido por su apodo como The American Dragon. Es conocido por su trabajo en muchas empresas independientes de todo el mundo, tales como Ring of Honor (ROH), Full Impact Pro (FIP), National Wrestling Alliance (NWA), Pro Wrestling Noah o Pro Wrestling Guerrilla (PWG) y en la WWE bajo el nombre de Daniel Bryan.
Dentro de sus logros, está el haber sido diez veces Campeón Mundial, al haber sido dos veces Campeón Mundial de PWG, una vez Campeón Mundial Peso Pesado de FIP, una vez Campeón Mundial de ROH, una vez Campeón Mundial Peso Pesado de la wXw, una vez Campeón Mundial Peso Pesado y cuatro veces Campeón de WWE. Debido a sus contribuciones a ROH, formó parte de la clase inaugural del Salón de la Fama de ROH en 2022.
En WWE, posee un reinado como Campeón de los Estados Unidos de la WWE, uno como Campeón en Parejas de la WWE junto con Kane, uno como Campeón en Parejas de SmackDown junto con Rowan y uno como Campeón Intercontinental de la WWE. Además es el ganador de la segunda edición del SmackDown! Money in the Bank en 2011. También fue ganador del Elimination Chamber 2012 , 2019 y 2021. Todo esto lo convierte en Campeón de Tres Coronas y con el nuevo formato también es Gran Campeón. Y durante su retiro como luchador, fungió como Gerente general de SmackDown.

## Primeros años
Bryan Lloyd Danielson nació el 22 de mayo de 1981 en Aberdeen, Washington, hijo de un padre maderero y una madre terapeuta que se divorciaron cuando era joven. Tiene una hermana mayor llamada Billie Sue. Creció en Aberdeen, donde compitió en varios deportes como el fútbol americano en la escuela secundaria Aberdeen-Weatherwax.

## Carrera

### Inicios

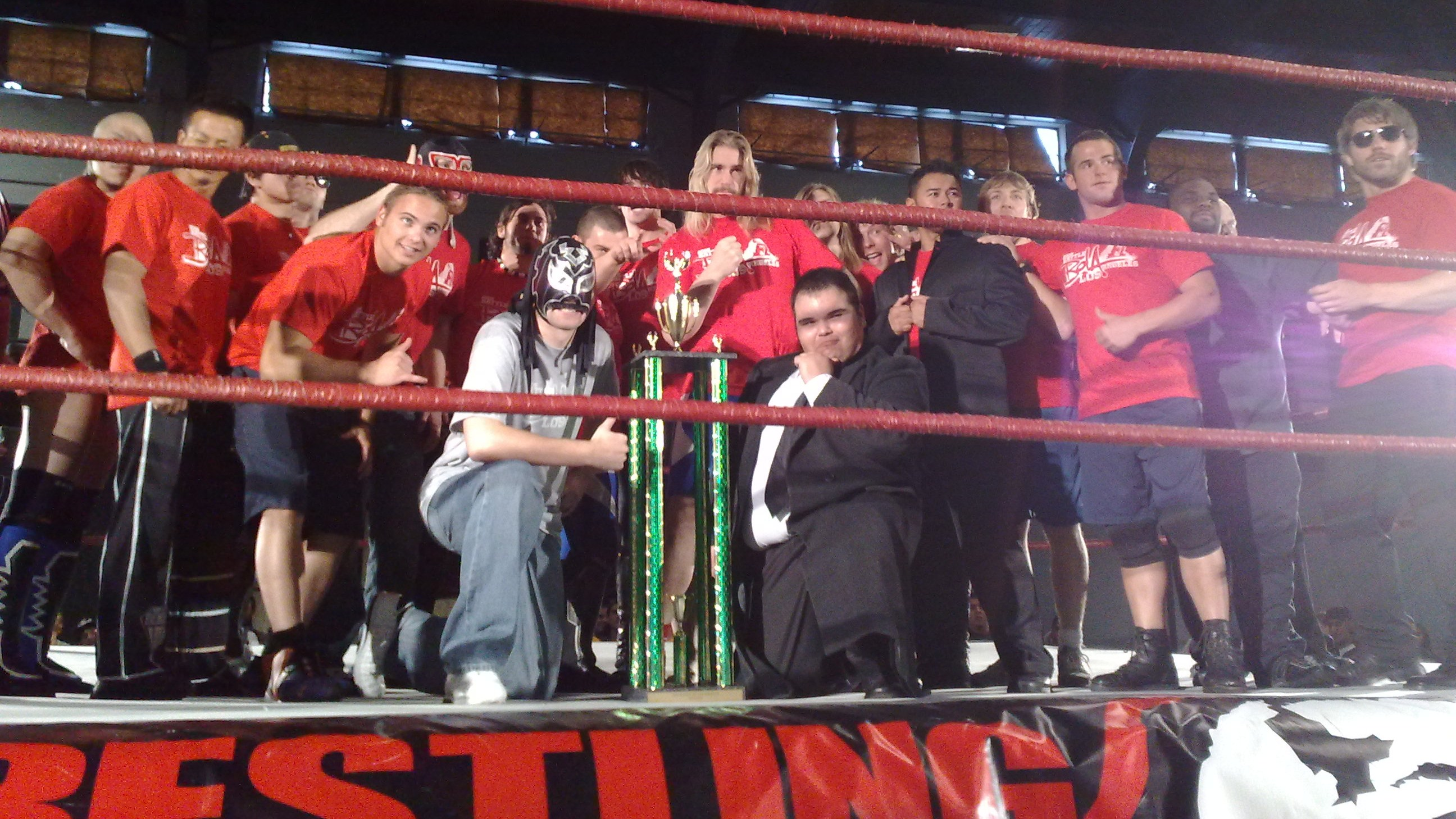
Danielson como luchador de la Pro Wrestling Guerrilla en 2008.

La primera experiencia de Danielson como un luchador fue en la Backyard Championship Wrestling (BCW), donde rápidamente consiguió el Campeonato Peso Pesado de la BCW. Tras graduarse de la escuela secundaria en 1999, Danielson decidió continuar como luchador. En un principio intentó entrenar en la escuela de lucha de Dean Malenko, pero debido a su cierre se vio obligado a entrenar en la Texas Wrestling Academy de Shawn Michaels, donde consiguió el Campeonato en Parejas de la TWA junto con Spanky.
Danielson fue contratado por la WWF y fue trasladado a la MCW, territorio de desarrollo de la WWF para que allí se entrenara y mejorara sus habilidades sobre el ring. Allí, Danielson volvió a hacer equipo con Spanky, con quien ganó el MCW Southern Tag Team Championship. En 2001, la WWF se desvinculó de la MCW, por lo que Danielson fue despedido. Sin embargo, Danielson regresó a la compañía poco después para competir en sus programas secundarios, Velocity y Heat, donde debutó contra John Cena, siendo usado como jobber.
Durante este periodo, Danielson también luchó en la Frontier Martial-Arts Wrestling (FMW), donde compitió en numerosos combates en parejas junto con Lance Cade. Tras ser nuevamente despedido por la WWF, Danielson regresó a Japón, donde luchó para la empresa New Japan Pro Wrestling (NJPW). Allí compitió en la Best Of The Super Juniors XI, pero fue derrotado por Big Boss MA-G-MA.

### Pro Wrestling Guerrilla (2003-2009)
En noviembre de 2003 en el evento An Inch Longer Than Average, Danielson participó en la lucha principal por el campeonato mundial de PWG enfrentando a Frankie Kazarian pero no logró ganar. En enero de 2004 participó en el evento Tango & Cash Invitational, en un torneo para determinar a los campeones en parejas de PWG haciendo equipo con Super Dragon, en primera ronda lograron derrotar a Excalibur y Johnny Storm, en segunda ronda derrotaron a Ricky Reyes y Rocky Romero, en la semifinal derrotaron a X Foundation (Scott Lost y Joey Ryan), llegando a la final en donde fueron derrotados por B-Boy y Homicide. En el evento Taste The Radness logró derrotar a Bobby Quance, luego en 88 Miles Per Hour derrotó a Brad Bradley. En Kee_ The _ee Out Of Our _ool! hizo equipo con Samoa Joe para enfrentar a The Ballard Brothers pero fueron derrotados, tras esta derrota tomó una rivalidad con Samoa Joe enfrentándose en el evento The Musical, lucha que terminó en DRAW tras exceder los 30 minutos de lucha. En The Reason for the Season hizo equipo con Christopher Daniels derrotando a Samoa Joe y Ricky Reyes. En septiembre de 2004 en el evento The Next Show derrotó a UK Kid, luego en la lucha principal de Free Admission (Just Kidding) derrotó a Scott Lost. En Uncanny X-Mas volvió a enfrentar a Samoa Joe siendo derrotado, pero en Card Subject To Change logró derrotar a Chris Hero. En abril de 2005 en All Star Weekend fue derrotado por James Gibson. Tras meses sin actividad en PWG, regresó en septiembre de 2005 para la edición anual del torneo Battle of Los Angeles, en primera ronda logró derrotar a Ricky Reyes, en la segunda ronda derrotó a Christopher Daniels, pero en semifinal fue derrotado por AJ Styles. En All Star Weekend 2: Electric Boogaloo fue derrotado por Jimmy Yang. En mayo de 2006 en el evento (Please Don't Call It) The O.C. Danielson logró derrotar a Kevin Steen, luego en Enchantment Under The Sea derrotó a Claudio Castagnoli.
En mayo de 2007, Danielson regreso para el evento Dynamite Duumvirate Tag Team Title Tournament para enfrentar a CIMA en lo que fue denominada «International Dream Match» sin embargo la lucha terminó sin ganador luego de exceder los 30 minutos. En el mismo evento la noche siguiente derrotó a Joey Ryan. En Roger Dorn Night Danielson tuvo una oportunidad por el campeonato mundial de PWG en un Fatal Fourway Match contra Kevin Steen, Davey Richards y El Generico quien retuvo el campeonato. Finalmente el 29 de julio de 2007 en Giant-Size Annual #4 Danielson derrotó a El Generico ganando el campeonato mundial de PWG. En octubre de 2007 en el evento Schadenfreude tuvo su primera defensa de campeonato derrotando a Roderick Strong, luego en European Vacation II en Francia volvió a retener el campeonato tras derrotar a Austin Aries, la noche siguiente en Inglaterra retuvo el título contra Martin Stone, en la siguiente noche en Alemania volvió a retener contra El Generico. Para el evento The High Cost of Doing Business, Danielson retuvo su campeonato tras derrotar a Jack Evans. En enero de 2008 perdió el campeonato tras ser derrotado por Low Ki en All Star Weekend 6. En el mismo evento la noche siguiente se dio la revancha del International Dream Match contra CIMA, pero la lucha de nuevo terminó sin un ganador luego de que hubiera un pinfall y submission al mismo tiempo. En el torneo Battle of Los Angeles 2008, Danielson derrotó a Davey Richards en primera ronda, en los cuartos de final derrotó a TJ Perkins, pero en la semifinal fue derrotado por Chris Hero. En el evento The Gentle Art of Making Enemies, Danielson derrotó a Scott Lost. En abril de 2009 en Ninety-Nine derrotó a Chuck Taylor, luego en One Hundred derrotó a Kenny Omega. En DDT4 hizo equipo con Roderick Strong participando en el torneo por parejas, en primera ronda lograron derrotar a Scott Lost y Joey Ryan, en la semifinal derrotaron a The Motor City Machine Guns, llegando a la final por el campeonato mundial en parejas de PWG, sin embargo fueron derrotados por The Young Bucks. En el evento Threemendous II logró derrotar a Chris Sabin, luego en Speed of Sound fue derrotado por Brian Kendrick. El 4 de septiembre de 2009 en Guerre Sans Frontières ganó el campeonato mundial de PWG por segunda vez tras derrotar a Chris Hero, sin embargo el título quedó vacante debido a que Danielson había firmado con la WWE, siendo esta su última aparición.

### World Wrestling Entertainment (2009-2010)

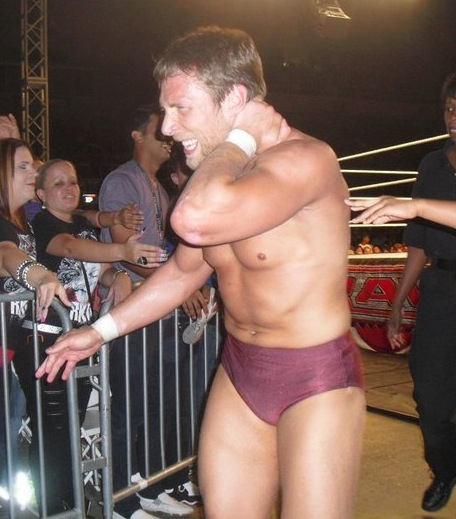
Bryan en un house show de RAW en 2010.

El 23 de agosto, Ring of Honor anunció que Danielson había firmado un contrato con la World Wrestling Entertainment, pero que seguiría trabajando con ROH hasta septiembre. En septiembre dejó de trabajar en ROH supuestamente para debutar en la WWE.
Hizo su debut como luchador en la WWE peleando en el territorio de desarrollo FCW con su nombre verdadero Bryan Danielson perdiendo ante Kaval.
El 4 de enero de 2010 debutó contra Chavo Guerrero en un dark match, saliendo victorioso, en la marca RAW. El 23 de febrero de 2010 debutó en un show televisado NXT bajo la tutela de The Miz, perdiendo ante Chris Jericho por sumisión. Semana tras semana fue sumando su récord de derrotas hasta llegar a 10. En RAW venció a Santino Marella. En la edición del 11 de mayo de NXT fue eliminado junto con Michael Tarver y Skip Sheffield. Bryan fue eliminado debido a un comentario hecho la semana pasada, al igual que Tarver y la semana siguiente en NXT atacó al comentarista Michael Cole después de acusar al comentarista de hacer campaña contra él. Michael Cole amenazó con denunciar a Bryan si no se disculpaba en la siguiente semana, lo cual no hizo e incluso llegando a golpear al comentarista y a su mentor The Miz. En la edición del 31 de mayo en RAW, Daniel fue contratado por una noche para luchar contra The Miz, saliendo victorioso. El 7 de junio en RAW, Danielson y los demás rookies de NXT atacaron a John Cena, CM Punk y varios empleados y destrozaron equipos de alrededor del ring. El 12 de junio, la WWE anunció que había sido despedido de la empresa, debido a que escupió a John Cena y estranguló a Justin Roberts con su corbata, cosas que al parecer no estaba dentro de los planes. Sin embargo, su liberación fue metida en una storyline cuando los novatos de NXT declararon haberle expulsado de su grupo por arrepentirse de sus acciones.

### Circuito independiente (2010)
El 30 de abril de 2010, Danielson apareció en Chikara, derrotando a Eddie Kingston en el evento We Must Eat Michigan's Brain en Taylor (Míchigan), Míchigan. Y también apareció en la empresa mexicana AAA

### World Wrestling Entertainment/WWE (2010-2021)

#### 2010-2011

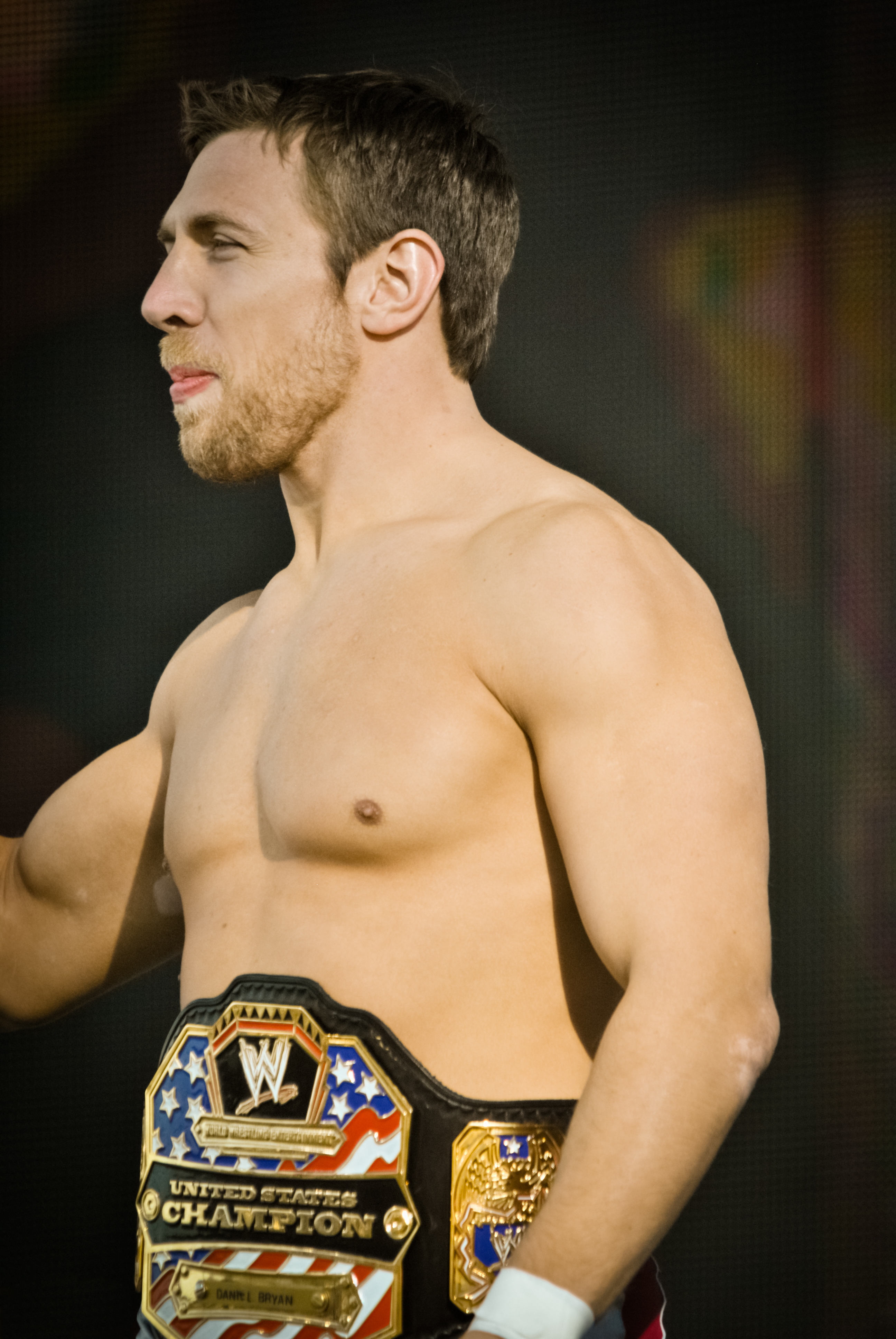
Bryan como Campeón de Estados Unidos en Tribute to the Troops en diciembre de 2010.

Danielson regresó a la WWE como Daniel Bryan en SummerSlam, donde fue revelado como el séptimo miembro sorpresa del Team WWE para el 7-on-7 Elimination Tag Team match contra The Nexus, grupo formado por el resto de los competidores de la primera temporada de NXT. El 15 de agosto en el evento, Bryan fue uno de los dos miembros finales del Team WWE y logró eliminar a dos miembros de The Nexus, pero Wade Barrett lo eliminó después de que The Miz, a quien sustituyó en el Team WWE, lo atacara. A pesar de esto, el Team WWE ganó el combate. La noche siguiente, fue revelado como parte del elenco de la marca RAW. Bryan inició un feudo con The Miz, con ambos interfiriendo en las luchas del otro y con The Miz siendo ayudado por Alex Riley, su novato de la segunda temporada de NXT. El 19 de septiembre en Night of Champions, Bryan derrotó a The Miz para ganar el Campeonato de Estados Unidos, su primer campeonato en la WWE.

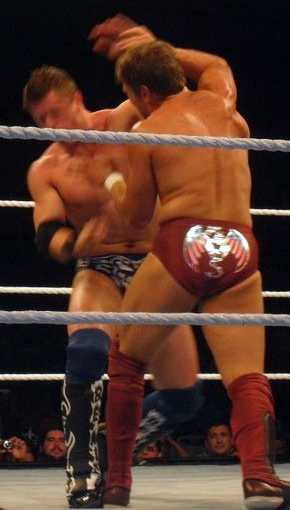
Bryan (derecha) enfrentándose a su exmentor de NXT, The Miz.

Luego de eso, Bryan defendió exitosamente el título dos semanas después al derrotar a The Miz y John Morrison en un Triple Threat Submissions Falls Count Anywhere Match el 3 de octubre en Hell in a Cell. El 24 de octubre en Bragging Rights, Bryan se enfrentó al Campeón Intercontinental Dolph Ziggler en una lucha campeón contra campeón, como una atracción especial entre RAW y SmackDown, derrotándolo en una lucha muy aclamada. El 21 de noviembre en Survivor Series, Bryan defendió con éxito el título ante Ted DiBiase Jr. En el episodio del 30 de noviembre de NXT, se anunció que Bryan regresaría al programa como mentor del novato Derrick Bateman en la cuarta temporada.
A finales de 2010, The Bella Twins comenzaron a competir por el afecto de Bryan, lo que las llevó a apoyarlo en ringside y a competir junto a él en varios Mixed Tag Team Matches. En el episodio del 24 de enero de 2011 de RAW, se reveló que Bryan había estado saliendo en secreto con Gail Kim, quien comenzó a acompañarlo al ring. En Royal Rumble, Bryan ingresó en el Royal Rumble match como el número 2, eliminando a Zack Ryder y Justin Gabriel antes de ser eliminado por CM Punk. En el dark match de Elimination Chamber, Bryan retuvo el Campeonato de Estados Unidos frente a DiBiase. En el episodio del 14 de marzo de RAW, Bryan perdió el campeonato ante Sheamus, terminando su reinado en 176 días. Originalmente, Bryan estaba programado para tener su revancha contra Sheamus por el Campeonato de Estados Unidos el 3 de abril en la cartelera principal de WrestleMania XXVII, pero la lucha fue reprogramada como dark match en un Lumberjack match, el cual terminó sin resultado después de que los leñadores lucharon entre ellos para dar comienzo a un Battle Royal. Bryan fue derrotado en su revancha por el título la noche siguiente en RAW, después de lo cual fue salvado de un ataque de Sheamus por el debutante Sin Cara.
El 26 de abril, Bryan fue traspasado a SmackDown como parte del Draft Suplementario. En el episodio del 6 de mayo de SmackDown, Bryan hizo su debut en la marca, perdiendo ante Sheamus. Luego de eso, Bryan comenzó un feudo con Cody Rhodes, quien lo atacó después de salir victorioso en una lucha entre los dos, colocando después una bolsa de papel en su cabeza. Bryan se alió a Sin Cara durante un feudo con Cody Rhodes y Ted DiBiase. El 28 de junio, Bryan regresó a NXT para administrar una vez más a Derrick Bateman.

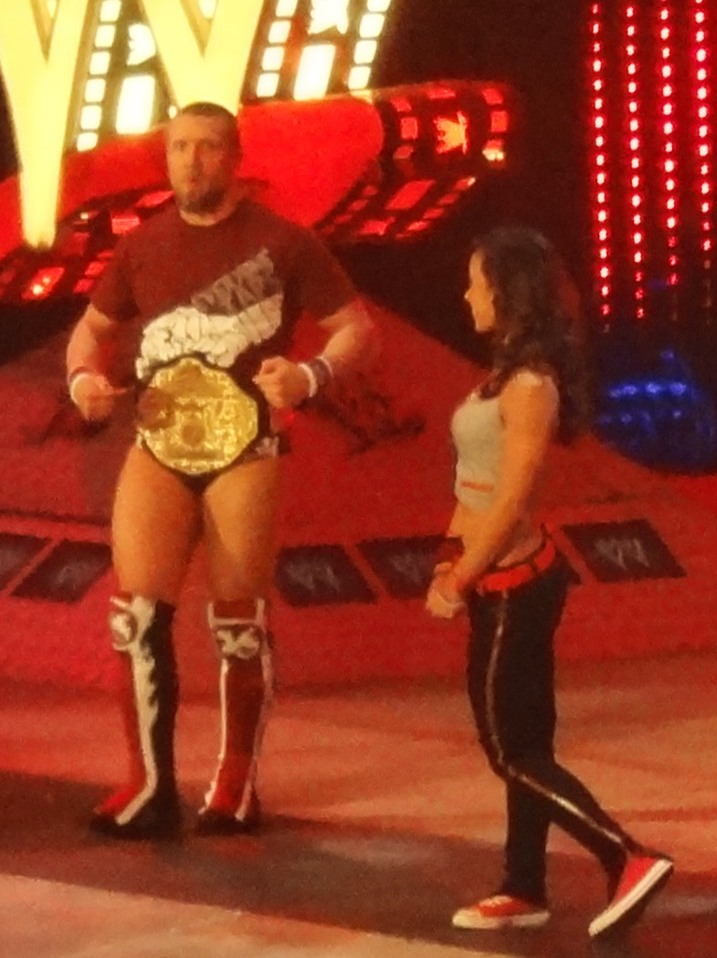
Bryan como Campeón Mundial Peso Pesado junto a su exnovia (kayfabe), AJ.

El 17 de junio en Money in the Bank, Bryan ganó el SmackDown Money in the Bank Ladder match, el cual le valió una lucha por el Campeonato Mundial Peso Pesado en cualquier momento del siguiente año. En el episodio del 22 de julio de SmackDown, Bryan declaró que haría efectivo el contrato de Money in the Bank en WrestleMania XXVIII. En el episodio del 29 de julio de SmackDown, Bryan comenzó un feudo con Wade Barrett después de que dijera que Bryan no mereció haber ganado el maletín, antes de recibir un LeBell Lock de Bryan. En SummerSlam y en el dark match de Vengeance, Bryan fue derrotado por Barrett después de recibir un Wasteland en ambas luchas. Después de eso, Bryan comenzó un feudo con el entonces Campeón Mundial Peso Pesado Mark Henry en el episodio del 4 de noviembre de SmackDown, luego de que Henry desafiara a Bryan a una lucha no titular para demostrar que Bryan no podía convertirse en campeón. Durante la lucha, Big Show noqueó a Henry, haciendo que Bryan perdiera por descalificación. Como su amigo, Big Show instó a un aturdido Bryan a cobrar su lucha por el campeonato, pero Henry se recuperó y atacó tanto a Bryan como a Big Show antes de que el combate pudiera comenzar. Durante las siguientes semanas, Bryan sufrió ataques por parte de Henry. En el episodio del 25 de noviembre de SmackDown, Henry fue noqueado de nuevo por Big Show, momento que Bryan aprovechó para hacer efectivo su maletín y rápidamente cubrió a Henry para derrotarlo y convertirse en Campeón Mundial Peso Pesado, pero el gerente general de SmackDown, Theodore Long, reveló que Henry no tenía autorización médica para competir y anuló el combate, por lo que Henry siguió siendo campeón y el maletín fue devuelto a Bryan. Más tarde, Bryan admitió que traicionó sus principios al no esperar hasta WrestleMania para cobrar su lucha titular, pero explicó que se sentía muy enojado por vengarse de Henry y se dio cuenta de que no podía ir a WrestleMania debido a los continuos ataques de Henry. Independientemente de su maletín, Bryan ganó un Fatal 4-Way match esa misma noche para convertirse en el contendiente número uno al campeonato de Henry. En el episodio en vivo del 29 de noviembre de SmackDown, Henry retuvo el título ante Bryan en un Steel Cage match. Paralelamente a eso, Bryan comenzó a involucrarse en una historia romántica con AJ Lee.
Bryan hizo efectivo su contrato de Money in the Bank el 18 de diciembre en TLC: Tables, Ladders and Chairs contra el nuevo campeón Big Show, quien acababa de derrotar a Henry y posteriormente recibió un DDT en una silla de acero, lo que le permitió a Bryan obtener una victoria sin precedentes y ganar el Campeonato Mundial Peso Pesado, lo que lo convirtió en el primer luchador de NXT en ganar un campeonato mundial de la WWE. Durante las siguientes semanas, se mostró tensión entre Bryan y Big Show, con Big Show descontento porque Bryan le quitó el Campeonato Mundial Peso Pesado y Bryan disgustado por la falta de aprecio de Big Show por la ayuda de Bryan en sus luchas contra Henry. Como Campeón Mundial Peso Pesado, Bryan se convirtió en heel cuando gradualmente mostró signos de exceso de confianza y arrogancia, con Bryan comenzando a participar en excesivas celebraciones de victoria, incluso cuando ganaba por descalificación o cuenta fuera. A pesar de la declaración de amor de AJ por él, Bryan evitó decir que la amaba también.

#### 2012

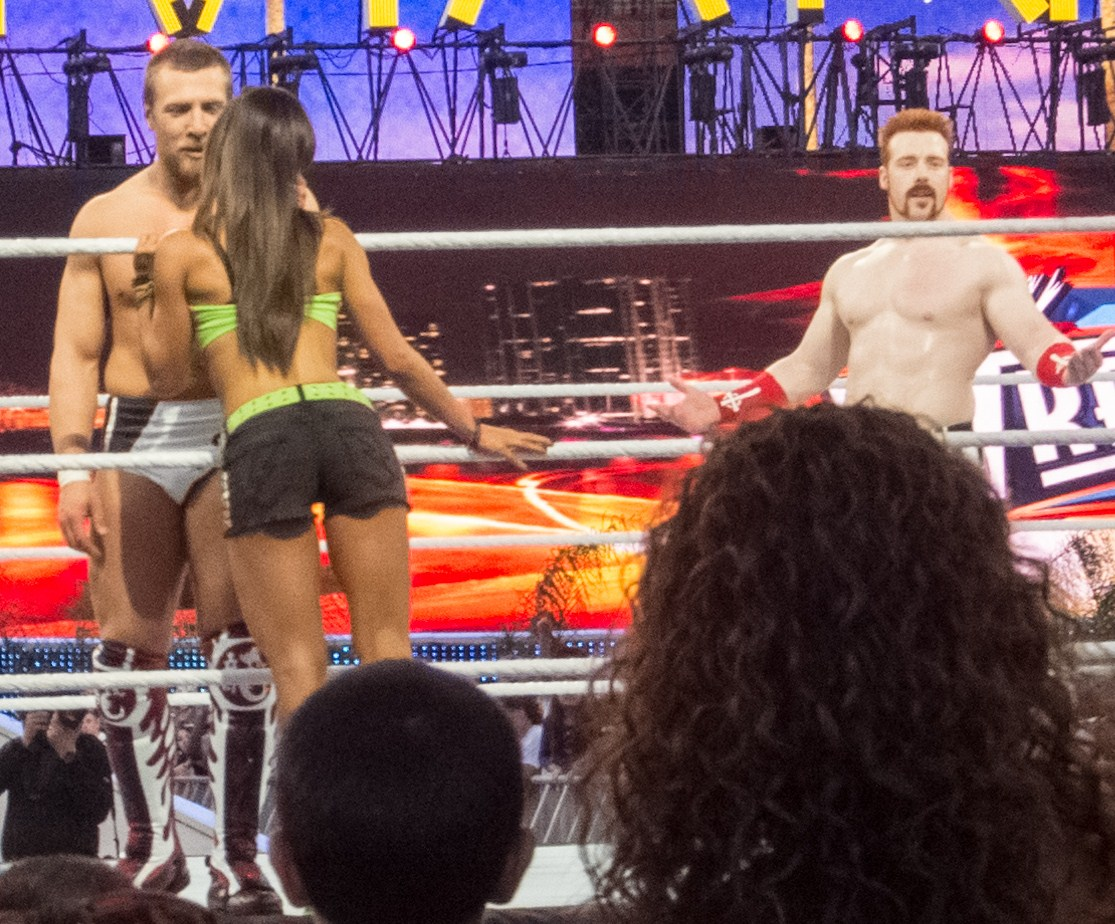
El beso de AJ le costó el Campeonato Mundial Peso Pesado ante Sheamus en WrestleMania XXVIII en 18 segundos.

En enero de 2012, Bryan defendió exitosamente el título tres veces: la primera ocasión contra Big Show cuando Bryan incitó a Mark Henry a atacarlo y causó una descalificación; la segunda ocasión fue una revancha contra Big Show en un No Disqualification match que terminó abruptamente después de que Big Show accidentalmente empujara a AJ al intentar atrapar a Bryan, hospitalizándola (kayfabe) y por lo cual Bryan lo culpó; y la tercera ocasión contra Henry en un Lumberjack match cuando Bryan provocó que los leñadores interfirieran, terminando el combate sin resultado. Esto condujo a un Triple Threat Steel Cage match para excluir la interferencia externa el 29 de enero en Royal Rumble, donde Bryan escapó de la jaula después de liberarse del control de Big Show para retener el campeonato.
El 19 de febrero en Elimination Chamber, Bryan derrotó a Big Show, Cody Rhodes, The Great Khali, Santino Marella y Wade Barrett en un Elimination Chamber match para retener el Campeonato Mundial Peso Pesado. Después del combate, el ganador del Royal Rumble match, Sheamus, atacó a Bryan y lo eligió como su oponente en WrestleMania para una lucha por el Campeonato Mundial Peso Pesado. En marzo, Bryan comenzó a maltratar a AJ, exigiéndole públicamente que se callara y afirmando que siempre se interponía en su camino. A pesar de estas acciones, AJ siguió apoyando a Bryan. El reinado de Bryan como campeón mundial terminó a los 105 días cuando Sheamus lo derrotó en 18 segundos en WrestleMania XXVIII debido a que Bryan se distrajo al recibir un beso de buena suerte de AJ. En el siguiente episodio de SmackDown, Bryan culpó a AJ por su pérdida del título mundial y terminó su relación. A pesar de los intentos de AJ por mejorar su relación, Bryan la rechazó cruelmente varias veces, dejando a AJ con un accidente emocional. El 29 de abril en Extreme Rules, Bryan no pudo recuperar el Campeonato Mundial Peso Pesado después de ser derrotado por Sheamus en un 2-out-of-3 Falls match perdiendo dos caídas a una.

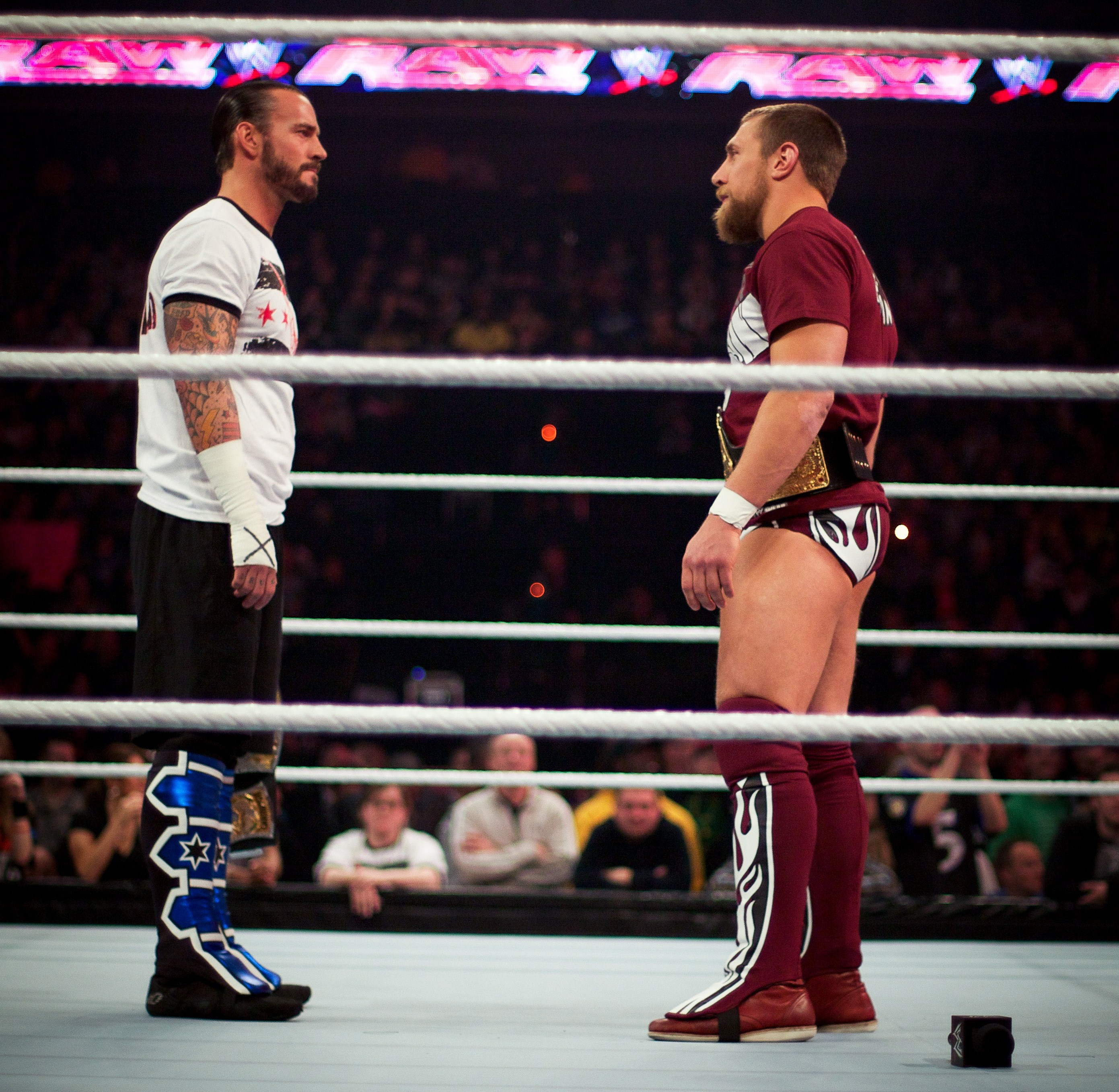
Bryan durante su feudo con CM Punk por el Campeonato de la WWE en 2012 después de perder el Campeonato Mundial Peso Pesado.

La noche siguiente en RAW, Bryan se convirtió en el contendiente número uno al Campeonato de WWE de CM Punk cuando ganó un Beat the Clock Challenge al derrotar a Jerry Lawler en menos de tres minutos. Bryan recibió su oportunidad por el título el 20 de mayo en Over the Limit y sufrió una controversial derrota, cuando Bryan se echó hacia atrás sobre sus hombros mientras aplicaba el "Yes!" Lock, Punk se retiró inmediatamente después de que el árbitro contara una gran victoria para Punk. Poco antes de Over the Limit, Bryan interfirió en un combate entre Punk y Kane para perjudicar a Punk, atacando a Kane con una silla de acero, lo que causó un feudo entre los tres. Durante este tiempo, una AJ desterrada le mostraba su afecto tanto a Punk como a Kane. En el episodio del 1 de junio de SmackDown, la interferencia de Bryan provocó que el combate por el Campeonato de WWE entre Punk y Kane terminara en doble descalificación, lo que los llevó a un Triple Threat match por el campeonato el 17 de junio en No Way Out, donde Punk logró retener el título después de que AJ distrajera a Kane. En el episodio del 25 de junio de RAW, Bryan derrotó a Punk y Kane en un Triple Threat Elimination match sin el título en juego para ganar otra oportunidad por el Campeonato de WWE. El 15 de julio en Money in the Bank, Bryan no pudo capturar el Campeonato de WWE de Punk en un No Disqualification match con AJ como árbitro especial. La noche siguiente en RAW, tras derrotar a Eve Torres y The Miz en una lucha mixta por parejas, AJ aceptó una propuesta de matrimonio de Bryan. El 23 de julio en el episodio #1000 de RAW, la boda de Bryan y AJ (kayfabe) terminó en un fracaso cuando AJ dejó a Bryan en el altar y, en cambio, aceptó la oferta de Vince McMahon para convertirse en el gerente general permanente de RAW. La noche de Bryan cambió de mal en peor, ya que más tarde fue atacado por The Rock e insultado por la celebridad Charlie Sheen.

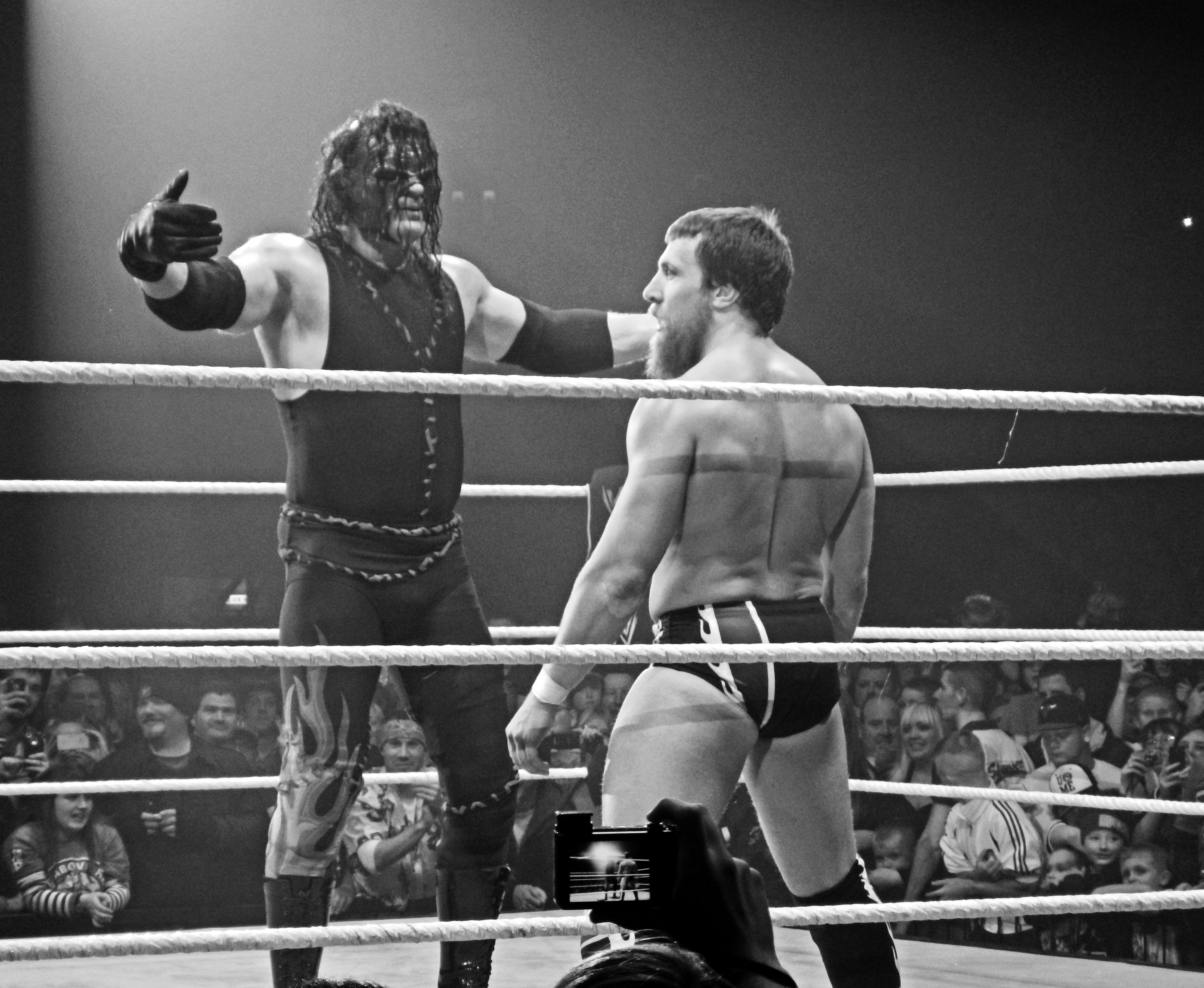
Kane ofreciéndole un abrazo a Bryan.

El rechazo de AJ convirtió a Bryan en un individuo enojado y amargado, lo que hizo que Bryan arremetiera contra el público. AJ continuó vengándose de Bryan y le negó una lucha por el Campeonato de WWE y, en cambio, lo obligó a enfrentarse a Kane el 19 de agosto en SummerSlam, donde Bryan salió victorioso. Como resultado de los problemas de Bryan y Kane, AJ los inscribió en clases de manejo de la ira organizadas por el Dr. Shelby y luego se vieron obligados a "abrazarse". En el acuerdo entre el Dr. Shelby y AJ, los dos adversarios formaron un equipo cuyas constantes peleas y discusiones internas, incluso durante los combates, hicieron que derrotaran a The Prime Time Players (Titus O'Neil & Darren Young) para convertirse en los contendientes número uno a los Campeones en Parejas de WWE en el episodio del 10 de septiembre de RAW y luego derrotaron a los campeones Kofi Kingston & R-Truth para ganar los campeonatos el 16 de septiembre en Night of Champions.
Bryan y Kane tuvieron su primera defensa exitosa de los títulos la noche siguiente en RAW, derrotando a los excampeones en una revancha titular. La semana siguiente en RAW, "Team Hell No" fue elegido como el nombre oficial del equipo a través de una encuesta de Twitter, mientras que Team Rhodes Scholars (Cody Rhodes & Damien Sandow) comenzaron un feudo con Bryan y Kane, convirtiendo a Bryan en face una vez más. El 28 de octubre en Hell in a Cell, Team Hell No perdió ante Rhodes Scholars por descalificación, pero retuvieron los títulos. Esto llevó a ambos equipos a una lucha de revancha el 14 de noviembre en Main Event, donde Team Hell No derrotó a Rhodes Scholars para retener los Campeonatos en Parejas de WWE. El 18 de noviembre en Survivor Series, Bryan y Kane formaron parte del Team Foley en un  5-on-5 Survivor Series Traditional match, pero el equipo fue derrotado por el Team Ziggler. En el episodio del 26 de noviembre de RAW, después de que Kane fuera derrotado por el campeón de WWE CM Punk en una lucha no titular, fue atacado por The Shield (Dean Ambrose, Roman Reigns & Seth Rollins) y Bryan y Ryback, quienes intentaron salvar a Kane, sufrieron algo similar. Este ataque tuvo el efecto de unir a Bryan y Kane, y después de que The Shield y Team Hell No, junto con Ryback, se atacaran mutuamente en el episodio del 3 de diciembre de RAW, los seis hombres fueron programados para enfrentarse en un Tables, Ladders and Chairs match el 16 de diciembre en TLC: Tables, Ladders & Chairs, donde The Shield salió victorioso después de cubrir a Bryan. Team Hell No defendió los Campeonatos en Parejas de WWE hasta el final del año, derrotando a Team Rhodes Scholars en el siguiente episodio de Main Event y contra 3MB (Drew McIntyre & Heath Slater) en el episodio del 31 de diciembre de RAW. Bryan terminó el 2012 después de haber luchado un récord de 90 combates televisados y de eventos de pago por visión ese año.

#### 2013

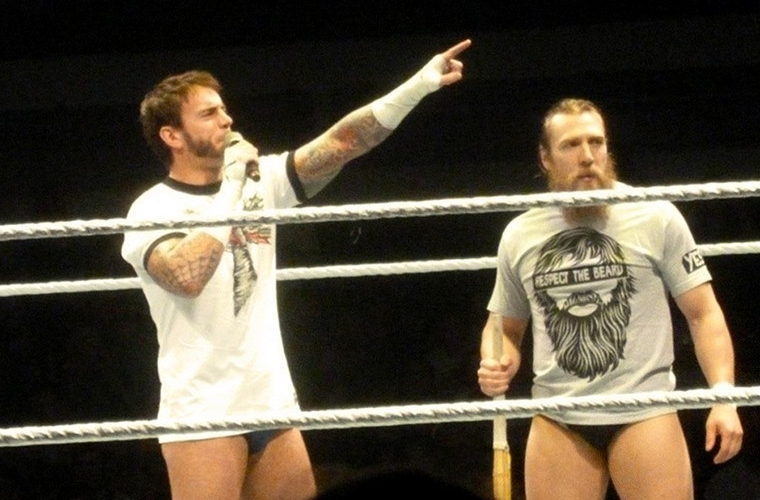
Bryan se alió con CM Punk (izq.) para enfrentar a The Wyatt Family.

El 27 de enero de 2013 en Royal Rumble, Team Hell No retuvo los Campeonatos en Parejas de WWE contra Team Rhodes Scholars. Durante el Royal Rumble Match, Bryan eliminó a Kane y, a su vez, fue sacado del ring por Antonio Cesaro. Kane atrapó a Bryan antes de que tocara el suelo y, a pesar de que Bryan le rogó, lo dejó caer para completar su eliminación. En el episodio del 4 de febrero de RAW, Bryan fue insertado en un Elimination Chamber match para determinar al contendiente número uno al Campeonato Mundial Peso Pesado cuando derrotó a Rey Mysterio, luego de lo cual un Mark Henry hacía su regreso para atacar a ambos hombres. El 17 de febrero en Elimination Chamber, Bryan fue el primer hombre eliminado del combate, cortesía de Henry. El 7 de abril en WrestleMania 29, Team Hell No derrotó a Dolph Ziggler & Big E Langston para obtener otra exitosa defensa de los títulos. La noche siguiente en RAW, Team Hell No reavivó su rivalidad con The Shield después de salvar a The Undertaker de una emboscada de ellos. En el episodio del 22 de abril de RAW, Team Hell No & The Undertaker fueron derrotados por The Shield en un Trios Tag Team match. The Shield terminó su pequeño feudo con Undertaker y acumuló victorias sobre Bryan y Kane en luchas individuales y por equipos que también incluyó al Campeón de WWE John Cena. El 19 de mayo en Extreme Rules, Bryan & Kane perdieron los Campeonatos en Parejas de WWE en un Tag Team Tornado Match ante los miembros de The Shield, Seth Rollins & Roman Reigns, finalizando su reinado a los 245 días.

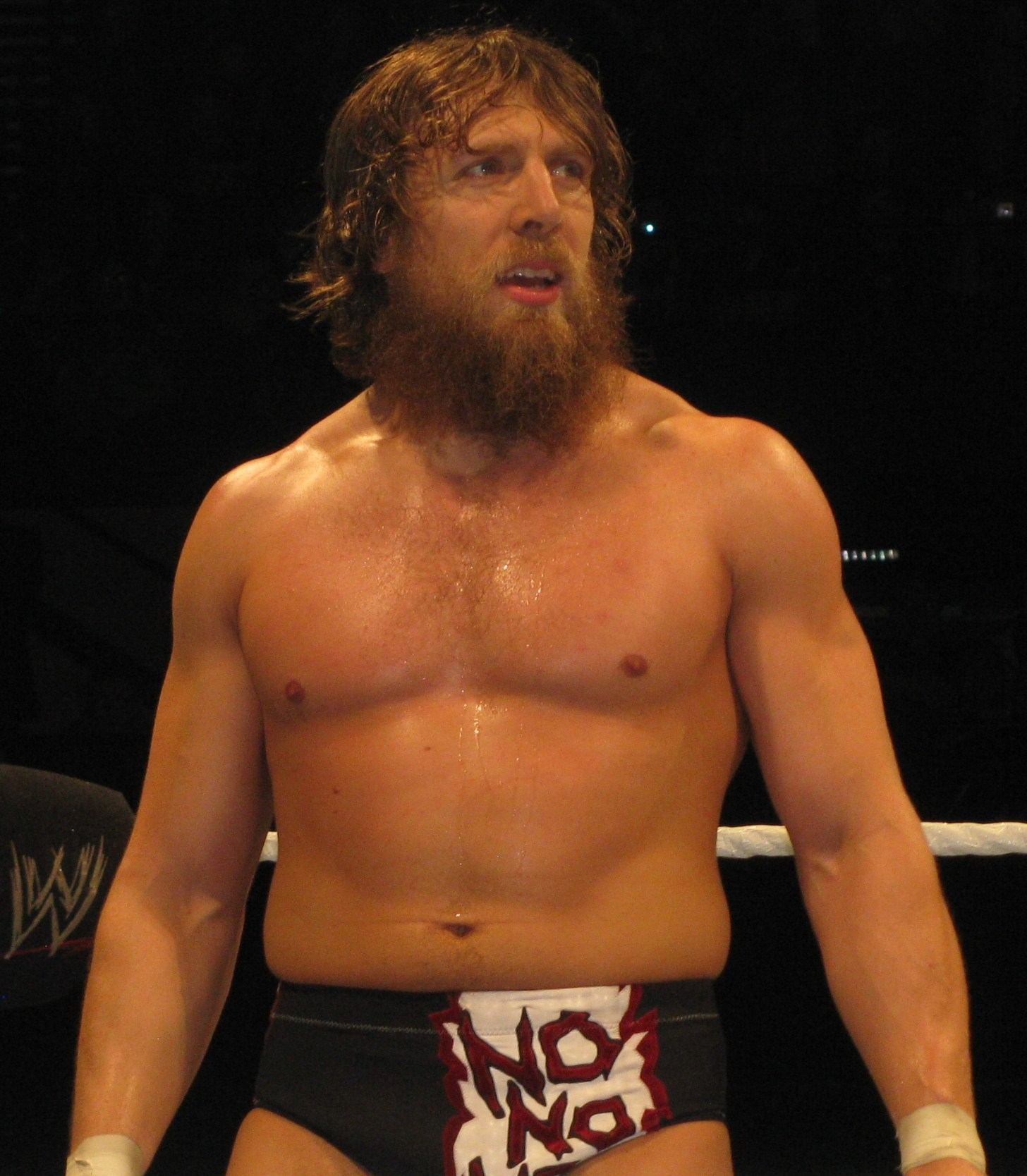
Bryan en julio de 2013.

A medida que fue cubierto para el pinfall, lo que llevó a la pérdida de los títulos, Bryan se obsesionó con demostrar que no era el eslabón débil de Team Hell No y, como resultado, se volvió más agresivo, pero su comportamiento demasiado entusiasta llevó a Team Hell No a perder su revancha titular contra Rollins & Reigns en el episodio del 27 de mayo de RAW. Cuando Kane intentó tranquilizar a Bryan, él respondió con severas reprensiones que lo alejaron de Kane y, como resultado, se unió a Randy Orton a pesar de su mala relación para enfrentar a un enemigo común en The Shield. Durante ese storyline, Bryan fue elogiado como el mejor intérprete en la WWE y tuvo una conexión incomparable con la multitud por parte de críticos, colegas y veteranos de la industria de la lucha libre profesional.
En el episodio del 14 de junio de SmackDown, Bryan (con Kane y Orton como sus compañeros de equipo) terminó la racha invicta sin cuenta de tres y sin rendiciones de The Shield en un Six-man Tag Team match, cuando Bryan forzó a Rollins a rendirse. El 16 de junio en Payback, el mal trabajo en equipo de Bryan & Orton resultó en un desafío infructuoso por los Campeonatos en Parejas de WWE de Rollins & Reigns. La noche siguiente en RAW, mientras que el estado de Team Hell No se dejó en el aire después de que ambos miembros consideraran las persecuciones individuales, Bryan y Orton se enfrentaron en un No Disqualification match que Orton ganó por decisión arbitraria luego de que Bryan sufriera una lesión nerviosa legítima, la cual hizo que Bryan no pudiera sentir ambos brazos durante el resto del combate. En el episodio del 21 de junio de SmackDown, Bryan derrotó a Orton, pero para consternación de Bryan fue por cuenta fuera. En el siguiente episodio de RAW, Bryan derrotó decisivamente a Orton por rendición en un Street Fight, y luego continuó con una racha victoriosa, derrotando a Sheamus y Christian. El 14 de julio en Money in the Bank, Bryan compitió en el WWE Championship Money in the Bank Ladder match, durante el cual Bryan fue atacado por Curtis Axel, quien no participaba en el combate, lo que finalmente impidió ganar el combate, siendo Orton el ganador.
En el episodio del 15 de julio de RAW, el campeón de WWE John Cena eligió a Bryan como su oponente en una lucha por el Campeonato de WWE en SummerSlam. Esto llevó a Bryan a verse envuelto (kayfabe) en la disputa interna de la familia McMahon, con el presidente de la WWE, Vince McMahon, estando en contra de Bryan debido a que la imagen de Bryan no encajaba con la visión de McMahon de un típico luchador de la WWE, mientras que el director de operaciones de la WWE, Triple H, apoyaba a Bryan. En el episodio del 22 de julio de RAW, Bryan compitió en un Gauntlet match para demostrar que valía como el contendiente número uno, derrotando a Jack Swagger y Antonio Cesaro en sucesión, mientras que su tercer oponente, Ryback, fue descalificado después de aplicarle un powerbomb a Bryan a través de una mesa. La semana siguiente en RAW, Bryan se vio obligado a enfrentarse a Kane y salió victorioso, pero Kane lo atacó después de la lucha. El 18 de agosto en SummerSlam, Bryan derrotó a Cena para ganar su primer Campeonato de WWE, pero después del combate, el árbitro especial Triple H le aplicó un Pedigree a Bryan, lo que llevó a Randy Orton a cobrar su contrato de Money in the Bank para ganar el título de Bryan.
La noche siguiente en RAW, Triple H y los McMahons respaldaron a Orton como "el rostro de la WWE" mientras formaban la facción The Authority, afirmando que la compañía estaba buscando a Orton como campeón en lugar de Bryan, quien asumió el rol de babyface (personaje heroico) en la WWE debido a una lesión de Cena. Con Triple H amenazando con despedir a cualquiera que lo desobedeciera, Bryan se quedó solo para enfrentar y sufrir ataques de Orton y The Shield. El 15 de septiembre en Night of Champions, Bryan derrotó a Orton para recuperar el Campeonato de WWE, pero la noche siguiente en RAW fue despojado del título por Triple H después de que el árbitro Scott Armstrong dijo que había realizado un conteo rápido en la victoria de Bryan la noche anterior, mientras que Bryan negaba que Armstrong estuviera trabajando para él. Luego de eso, Armstrong fue despedido (kayfabe) por The Authority mientras que Bryan y Orton se enfrentaron nuevamente por el título vacante el 6 de octubre en Battleground en una lucha que terminó sin resultado luego de que Big Show interfiriera y atacara a ambos hombres. Bryan se enfrentó a Orton una vez más por el campeonato vacante el 27 de octubre en Hell in a Cell, pero no logró recuperarlo después de que el árbitro especial invitado Shawn Michaels golpeó a Bryan con un Sweet Chin Music por atacar a su mejor amigo Triple H. La noche siguiente en RAW, Bryan confrontó a Michaels, quien le ofreció un apretón de manos, pero Bryan le aplicó un "Yes!" Lock.
Más tarde, esa misma noche, Bryan fue atacado por The Wyatt Family. Luego de eso, Bryan encontró un aliado en su ex rival CM Punk, mientras el dúo derrotó a Luke Harper & Erick Rowan de The Wyatt Family el 24 de noviembre en Survivor Series. Sin embargo, los tres miembros de The Wyatt Family derrotaron a Bryan en un 3-on-1 Handicap match el 15 de diciembre en TLC: Tables, Ladders & Chairs, con Bray Wyatt intentando reclutar a Bryan durante las semanas anteriores. En el último episodio de RAW de 2013, Bryan derrotó a Harper y luego a Rowan en un Gauntlet match para que pudiera enfrentarse a Wyatt, pero Harper y Rowan interfirieron en la lucha para causar la descalificación. Después de eso, Bryan reconoció que no importaba cuántas veces los fanáticos corearan "¡Sí!" o lo apoyaran, no fue suficiente para "la máquina", así que se rindió y decidió unirse a The Wyatt Family.

#### 2014
En el episodio del 13 de enero de 2014 de RAW, después de que Wyatt & Bryan perdieran ante The Usos en un Steel Cage match, Wyatt intentó "castigar" a Bryan por su falta de éxito desde que se unió al grupo, pero Bryan atacó a Wyatt y al resto de The Wyatt Family. Luego, Bryan se quitó el atuendo azul que había estado usando como miembro de The Wyatt Family (similar al de Erick Rowan), escaló la jaula y se dirigió a la multitud con su cántico del "¡Sí!". El 26 de enero en Royal Rumble, a pesar de que Bryan perdió ante Wyatt en una lucha individual y no participó en el Royal Rumble match, el público continuó coreando por Bryan durante el Royal Rumble match y el combate por el Campeonato Mundial Peso Pesado de WWE entre Cena y Orton.

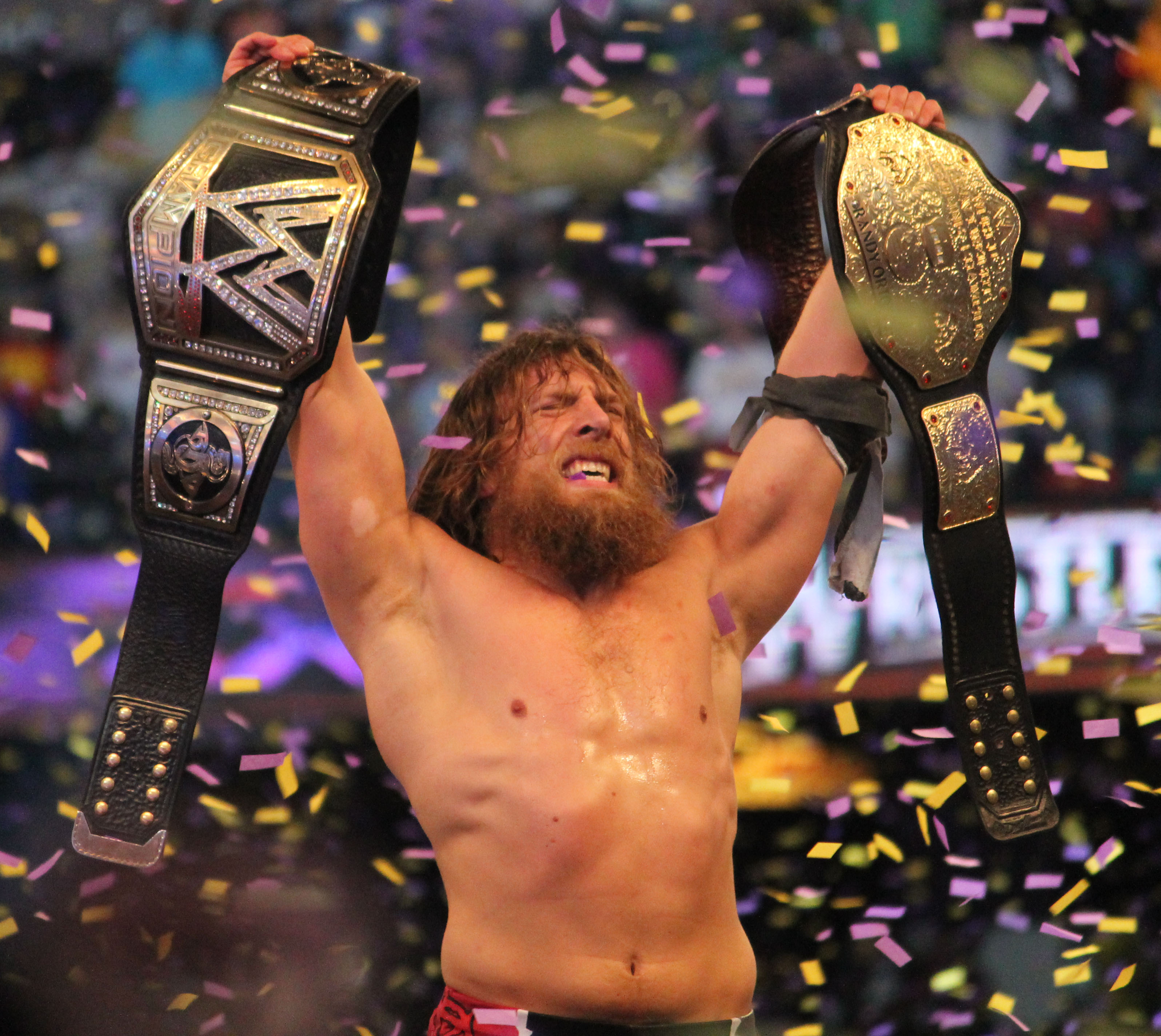
Bryan cerró WrestleMania XXX celebrando su victoria del Campeonato Mundial Pesado de la WWE.

En el episodio del 27 de enero de RAW, Bryan clasificó en un Elimination Chamber match por el Campeonato Mundial Peso Pesado de WWE en Elimination Chamber al asociarse con John Cena y Sheamus para derrotar a The Shield por descalificación. Mientras tanto, Bryan también continuó su feudo con The Authority cuando Kane lo atacó en múltiples ocasiones, intentando herir a Bryan antes del Elimination Chamber match, en donde Bryan sobrevivió hasta que fue uno de los dos últimos participantes, pero el campeón defensor Randy Orton retuvo el título después de que Kane interfirió en el combate atacando a Bryan.
En el episodio del 10 de marzo de RAW, Bryan y varios fanáticos invadieron el ring (mientras que los miembros de la brigada de la WWE vestidos con camisetas de Bryan se hicieron pasar por fanáticos fuera del ring) y se negaron a irse, lo que causó que un Triple H furioso aceptara la demanda de Bryan de una lucha entre los dos el 6 de abril en WrestleMania XXX, con la estipulación de que el ganador sería añadido en el combate por el Campeonato Mundial Peso Pesado de WWE en el evento. En el evento, Bryan derrotó a Triple H y fue añadido al combate por el título, pero Triple H atacó a Bryan después de la lucha. A pesar de una lesión dentro de la storyline y de una interferencia de The Authority y un árbitro corrupto, Bryan derrotó a Orton y Batista en el evento principal de WrestleMania para ganar el Campeonato Mundial Peso Pesado de WWE. El editor de Pro Wrestling Torch, Wade Keller, analizó (y luego Danielson confirmó en sus memorias) que el camino de Bryan hacia WrestleMania se debió a varios factores: el rechazo de los fanáticos a Batista y el apoyo continuo de Bryan durante los seis meses anteriores (incluso cuando se unió a The Wyatt Family), así como a CM Punk, quien legítimamente abandonó la WWE después de Royal Rumble. Más tarde, tanto Bryan como Chris Jericho dijeron que se suponía que el oponente original de Bryan en WrestleMania XXX era Sheamus.
El boletín de noticias de Pro Wrestling Torch escribió: "Al comienzo de WrestleMania XXX, el programa Daniel Bryan Vs Triple H fue el principal sorteo de RAW cada semana. Saliendo de WretleMania XXX, Bryan como nuevo Campeón Mundial Peso Pesado de WWE se ha consolidado como un sorteo de clasificación". Esta tendencia continuó al menos hasta mayo de 2014, cuando Bryan tuvo que someterse a una cirugía de cuello debido a su primera de las dos lesiones principales que finalmente lo obligarían a retirarse en febrero de 2016.
La noche siguiente en el episodio de RAW después de WrestleMania XXX, Triple H utilizó su autoridad para otorgarse un combate por el título contra Bryan, quien fue atacado por Orton, Batista y Kane justo antes de su combate por el título, el cual terminó sin resultado y con Bryan reteniendo el campeonato cuando The Shield interfirió para atacar a los adversarios de Bryan. Stephanie McMahon incitó a Kane a volver a su ser enmascarado, lo que Kane cumplió y se le concedió un futuro combate por el título contra Bryan y procedió a realizar un ataque brutal contra Bryan que condujo a una lesión (kayfabe) para dar un tiempo a Bryan para estar en duelo por su padre recientemente fallecido. El 4 de mayo en Extreme Rules, Bryan derrotó a Kane en un Extreme Rules match para retener el título.

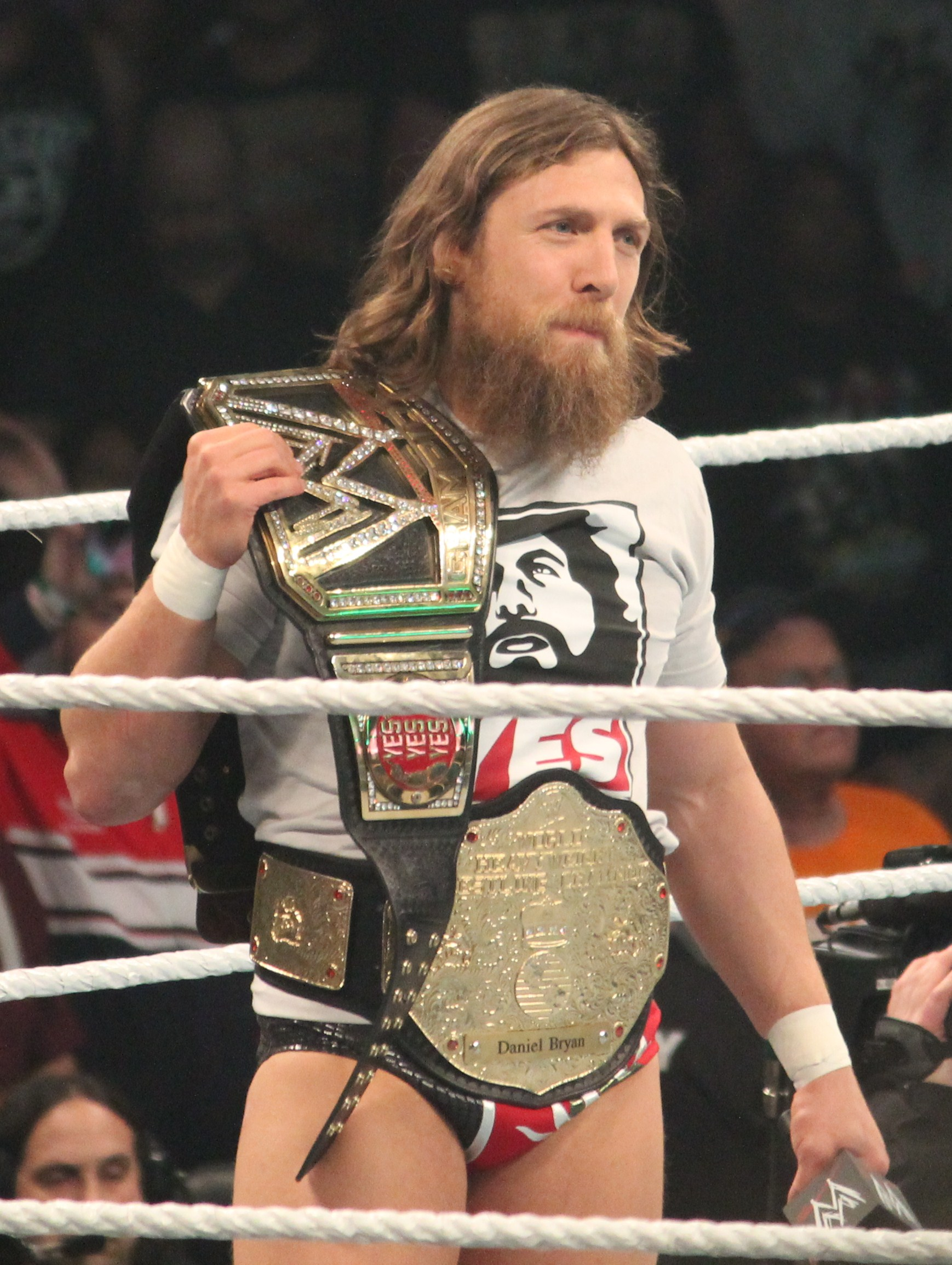
Bryan como Campeón Mundial Peso Pesado de WWE en abril de 2014.

En algún momento, Bryan perdió toda la fuerza en su brazo derecho. Esto causó que Bryan anunciara en el episodio del 12 de mayo de RAW que tendría que someterse a una cirugía de cuello. Esa misma noche, Bryan fue atacado por Kane y llevado en camilla para justificar su ausencia. El 15 de mayo, Bryan se sometió a una exitosa cirugía de cuello, con una foraminotomía cervical siendo realizada para descomprimir la raíz de nervio. Dos semanas después en RAW, cuando Bryan se negó a renunciar al título, Stephanie McMahon amenazó con despedir a la esposa de Bryan, Brie Bella, si Bryan no renunciaba al título el 1 de junio en Payback. El ultimátum hizo que Bella "abandonara" la WWE para que Bryan no tuviera que renunciar al título. Sin embargo, cuando se reveló que Bryan no podría competir en Money in the Bank y defender el título, The Authority lo despojó del Campeonato Mundial Peso Pesado de WWE en el episodio del 9 de junio de Raw, finalizando el tercer reinado de Bryan a los 64 días. Debido a su lesión, Bryan estuvo en gran parte ausente de la televisión de la WWE durante ese período. Meses después de la cirugía de cuello, la fuerza de Bryan todavía no había regresado a su brazo. Muchos médicos sintieron que se necesitaba una segunda cirugía, pero otros dijeron que Bryan no sería capaz de volver a la lucha libre. Bryan contempló una nueva cirugía de codo, pero en lugar de eso fue a Denver para someterse a programas de Técnicas de Activación Muscular, lo que regresó con éxito la fuerza en su brazo derecho. Para preparar su regreso al ring, Bryan entrenó en kick boxing y jiu-jitsu.
En el episodio del 24 de noviembre de RAW, Bryan regresó a la WWE, burlándose de The Authority recientemente depuesta. Como gerente general invitado de ese episodio de Raw y del episodio del 28 de noviembre de SmackDown, Bryan organizó castigos para los aliados de The Authority. Además de programar un Chairs match entre Kane y Ryback para el 14 de diciembre en TLC: Tables, Ladders & Chairs, Bryan también afirmó que regresaría pronto a los cuadriláteros.
En el episodio del 29 de diciembre de RAW, Bryan declaró que podría continuar luchando y que participaría en el Royal Rumble match en 2015. En una entrevista, Bryan dijo que le había pedido a la gerencia ser la "cara de SmackDown" para aumentar la audiencia del programa.

#### 2015
Bryan regresó al ring en el episodio del 15 de enero de 2015 de SmackDown, con su oponente Kane siendo descalificado debido a una interferencia de The Authority y, más tarde esa noche, Bryan ganó un Six-Man Tag Team Match en el evento principal. La siguiente semana en SmackDown, a pesar de las interferencias de The Authority, Bryan derrotó a Kane en un No Disqualification match en el evento principal para mantener su lugar en el Royal Rumble match. En Royal Rumble, Bryan ingresó en el Royal Rumble match como el número 10, logrando una eliminación antes de ser eliminado por Bray Wyatt en la primera mitad del combate, lo que provocó que la multitud de Filadelfia coreara su nombre repetidamente durante la segunda mitad del combate mientras abucheaba a los otros luchadores que iban entrando al ring, incluyendo al eventual ganador Roman Reigns.
En el episodio del 29 de enero de SmackDown, Bryan terminó su feudo con Kane al derrotarlo en un Casket match. En el episodio del 2 de febrero de RAW, Bryan derrotó a Seth Rollins, ganándose el derecho de enfrentar a Roman Reigns en Fastlane, ya que el ganador de la lucha en Fastlane desafiaría a Brock Lesnar a un combate por el Campeonato Mundial Peso Pesado de WWE en WrestleMania 31. El 22 de febrero en Fastlane, Bryan perdió ante Reigns, por lo que no pudo ingresar al evento principal de WrestleMania.
Después de Fastlane, Bryan puso su mira en el Campeonato Intercontinental durante el camino hacia WrestleMania 31, donde fue uno de los múltiples luchadores que llegó a poseer el título del campeón Bad News Barrett mientras derrotaba a Barrett en luchas no titulares. En el episodio del 12 de marzo de SmackDown, Bryan anunció su participación en un Ladder Match de varios hombres por el Campeonato Intercontinental en WrestleMania 31. Después de que Bryan fue derrotado dos veces en una semana por Dolph Ziggler, otro participante en el Ladder match, el boletín informativo de Pro Wrestling Torch informó que "la WWE ha dejado claro dónde se encuentra Bryan luego de comenzar a perder regularmente". Las storylines de la WWE para Bryan desde su regreso fueron ampliamente criticadas. Dave Scherer de Pro Wrestling Insider cuestionó el "traer a Bryan de vuelta para el Royal Rumble Match en primer lugar si no había intención de dejar que Bryan ganara". Benjamin Tucker, de Pro Wrestling Torch, criticó a WWE por haber "diluido" el carácter heroico de Bryan a un "imbécil furtivo, barato y agravante" por la disputa contra Roman Reigns. Jake Barnett de Pro Wrestling Dot Net dijo que a Bryan se le calificó de "turd" y que "pedía a los fanáticos que no creyeran lo que veían con sus propios ojos" y que "no harán nada para calmar a los teóricos de la conspiración que insisten en que la WWE intencionalmente está enfriando a Bryan, para hacer que Reigns se vea mejor en comparación". En una nota para el Wrestling Observer, Zach Dominello estaba "estupefacto y desanimado" porque "después de regresar de una lesión muy grave, la brillante idea de WWE es poner a Bryan en uno de los combates más peligrosos posibles en WrestleMania", mientras "arrastraba a Bryan hasta los niveles de R-Truth y Stardust".

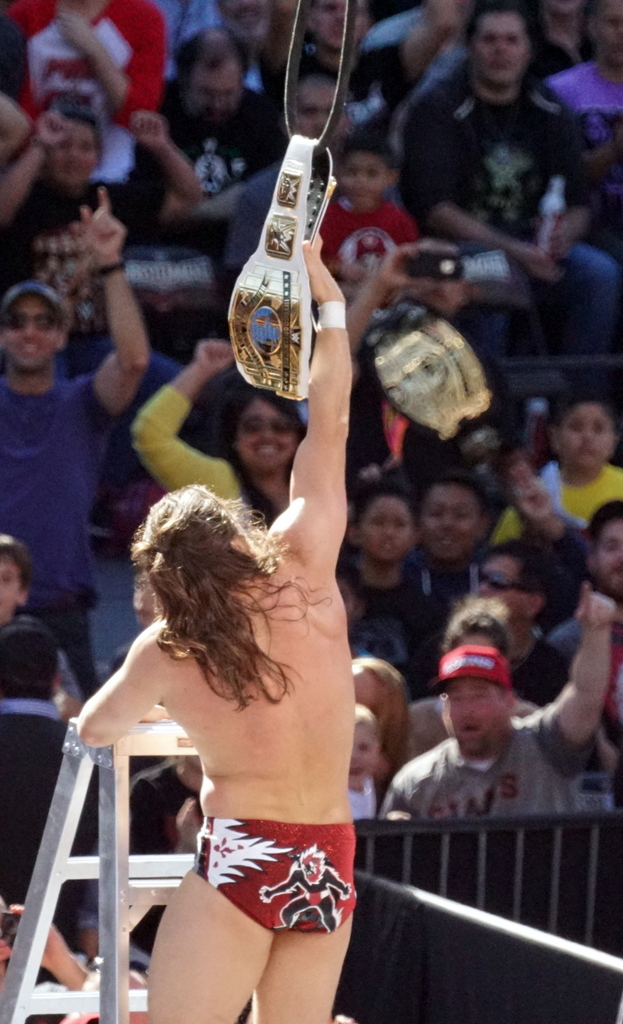
Bryan ganando el Campeonato Intercontinental en WrestleMania 31.

Bryan ganó el Ladder Match el 29 de marzo en WrestleMania 31, convirtiéndose en Campeón Intercontinental por primera vez en su carrera. Esto lo convirtió en uno de los seis luchadores (hasta el momento) en lograr el nuevo formato Grand Slam de la WWE debido a que ganó todos los títulos activos en la WWE (a excepción de los títulos exclusivos para mujeres), al mismo tiempo que lo convirtió en el vigésimo sexto Campeón de Triple Corona de WWE, habiendo ganado el Campeonato de WWE, el Campeonato Mundial Peso Pesado, los Campeonatos en Parejas de WWE, el Campeonato de Estados Unidos y el Campeonato Intercontinental. La noche siguiente en Raw, Bryan derrotó a Dolph Ziggler en su primera defensa exitosa del título, antes de que Barrett los atacara solo para que Sheamus hiciera su regreso y persiguiera a Barrett antes de atacar a Bryan y Ziggler. En el episodio del 2 de abril de SmackDown, Bryan perdió ante Sheamus por cuenta fuera debido a una interferencia de Barrett. Durante la lucha, Bryan golpeó su cabeza en la mesa de comentaristas y la frente se abrió, provocando que sangrara y luego adquirió puntos de sutura para la herida. En el episodio del 16 de abril de SmackDown, en su última lucha en el ring durante casi tres años, Bryan se unió al Campeón de Estados Unidos John Cena para derrotar a los Campeones en Parejas de WWE Cesaro & Tyson Kidd por rendición.
Tras el episodio del 16 de abril de SmackDown, la WWE sacó a Bryan de combate en el resto de la gira de la WWE por Europa como una "medida de precaución". Más tarde, la defensa del título de Bryan programada para el 26 de abril en Extreme Rules contra Bad News Barrett fue cancelada ya que Bryan fue "médicamente incapaz de competir". Menos de una semana después, WWE dejó de anunciar a Bryan de todos los eventos en vivo o grabaciones de televisión en el futuro. Después de aproximadamente un mes fuera de la televisión, Bryan regresó en el episodio del 11 de mayo de Raw solo para anunciar que, después de haberse realizado una resonancia magnética, estaría fuera por un período de tiempo desconocido y posiblemente tendría que retirarse (aunque la naturaleza de sus lesiones no era revelada), por lo tanto, dejó vacante el Campeonato Intercontinental. El 31 de mayo en el pre-show de Elimination Chamber, Bryan declaró que, en algún momento, lucharía nuevamente. En julio, Bryan reveló que su lesión estaba relacionada con una conmoción cerebral y afirmó que había sido autorizado a regresar al ring por profesionales médicos externos y que estaba esperando a que la WWE lo permitiera. Durante su tiempo fuera, Bryan se recortó la barba y se cortó el cabello, donando su cabello a Wigs 4 Kids, una organización benéfica similar a la de Locks of Loves.

#### 2016-2017
El 8 de febrero de 2016, Bryan anunció su retiro por razones médicas a través de Twitter. Más tarde, en el episodio de Raw de esa noche, transmitido desde el estado natal de Bryan en Washington, Bryan pronunció un discurso de retiro expresando su agradecimiento por la felicidad que le había brindado la lucha libre. Al día siguiente en ESPN, Bryan reveló que sufrió diez conmociones cerebrales documentadas mientras luchaba, pero más podrían haber sido indocumentados o mal diagnosticados. Dijo que una prueba reciente de reflejo del EEG reveló una disminución de la velocidad y una pequeña lesión subaguda o crónica en la región temporoparietal de su cerebro, que explicaba las convulsiones post-conmoción cerebral de Bryan y lo llevó a su decisión de retiro. Bryan había sido aprobado por un médico de los Arizona Cardinals y pasó una prueba de conmoción cerebral en UCLA con "éxito", pero el jefe de medicina de la WWE, el doctor Joseph Maroon, se negó a dejarlo. El periodista Dave Meltzer sugirió que esto puede deberse a que Maroon fue retratado de manera negativa en la película Concussion. Inicialmente, Bryan solicitó su liberación de la WWE y buscaba regresar a NJPW y ROH, así como trabajar en México para el Consejo Mundial de Lucha Libre (CMLL), pero Vince McMahon rechazó la solicitud. Bryan se sometió a una nueva prueba, donde se descubrió la lesión en su cerebro, después de lo cual él mismo tomó la decisión de retirarse. En Thank You Bryan, un tributo de WWE Network a Bryan, confirmó que se le había preguntado sobre cómo trabajar para la WWE en una capacidad diferente al comparar esto con "un compañero que rompe con usted, se casa con otra persona y luego le pide que lo haga mejores amigos ", ampliándose para decir que necesitaba tiempo para recuperarse emocionalmente antes de aceptar una oferta de este tipo. Durante ese periodo, WWE confirmó que Bryan continuaría apareciendo para la compañía en un rol no interno junto a su esposa Brie Bella, quien se desempeñó como embajadora de la WWE luego de su retiro de la lucha libre el 3 de abril en WrestleMania 32. Reconocido como una Leyenda de la WWE, Bryan fue coanfitrión del torneo Cruiserweight Classic de WWE Network junto con el comentarista de SmackDown, Mauro Ranallo, a mediados de 2016.
Tras el anuncio de la segunda separación de marcas de la WWE, Bryan fue nombrado por el comisionado de SmackDown, Shane McMahon, como gerente general de SmackDown en el episodio del 18 de julio de Raw. Junto con McMahon, Bryan jugó un papel vital en el Draft de la WWE, con el dúo seleccionando al Campeón de WWE Dean Ambrose como su primera elección general para SmackDown. Después de SummerSlam, Bryan presentó dos nuevos campeonatos exclusivos de la marca SmackDown: el Campeonato Femenino de SmackDown y los Campeonatos en Parejas de SmackDown. Como parte de sus deberes como gerente general, Bryan fue coautor de Talking Smack con Renee Young, un programa de entrevistas posterior a SmackDown en WWE Network. Más tarde ese mes, Bryan programó a The Miz defender el Campeonato Intercontinental contra Dolph Ziggler el 11 de septiembre en Backlash. Los dos continuaron en un feudo en el mes de septiembre, con Miz a menudo huyendo de Bryan cuando se provocaba un altercado físico. En el episodio del 11 de octubre de SmackDown, Bryan y Shane McMahon desafiaron a la marca Raw a tres Survivor Series Traditional matches en Survivor Series como un medio para determinar qué marca era superior. En el episodio del 17 de octubre de Raw, la comisionada de Raw, Stephanie McMahon, y el gerente general de Raw, Mick Foley, aceptaron el desafío de Bryan, y se anunciaron los combates entre hombres, mujeres y equipos. En el episodio del 1 de noviembre de SmackDown, Bryan estuvo como invitado en el segmento MizTV de The Miz, donde los dos tuvieron otro altercado verbal. El feudo entre Bryan y Miz continuó cuando la esposa de la vida real de Miz, Maryse, aceptó el desafío de una lucha por el Campeonato Intercontinental contra Ziggler en su nombre. Bryan declararía en el episodio del 9 de noviembre de Talking Smack que si Ziggler retenía exitosamente el campeonato, Miz junto con Maryse serían cambiados a Raw por otra persona. El 15 de noviembre, Bryan abrió el episodio 900 de SmackDown, anunciando que la lucha entre Ziggler y Miz abriría el show, donde Miz se convertiría en seis veces Campeón Intercontinental después de vencer a Ziggler, evitando ser cambiado a Raw y mantuvo su feudo con Bryan activo en el proceso.
En los episodios del 10 de abril y del 11 de abril de 2017 de Raw y SmackDown, respectivamente, Bryan participó en el Superstar Shake-up, en el que los excampeones de la marca, Alexa Bliss, Bray Wyatt, Dean Ambrose, The Miz, Heath Slater y Rhyno fueron traspasados a Raw. Más tarde, Bryan se tomó un descanso de la televisión de la WWE por licencia de paternidad, pero el 16 de junio se anunció que regresaría en el episodio del 20 de junio de SmackDown, en el que Bryan figuraría en gran medida en la programación en pantalla del primer Women's Money in the Bank Ladder match y el despojo de Carmella del maletín que ganó el 18 de junio en Money in the Bank, antes de suspender a James Ellsworth por 30 días debido a su "participación" en el combate. En el episodio del 1 de agosto de SmackDown, Bryan anunció que Kevin Owens tendría su última oportunidad por el Campeonato de Estados Unidos contra AJ Styles el 20 de agosto en SummerSlam, en una lucha con Shane McMahon como el árbitro especial invitado. En el episodio del 30 de octubre de Raw, Bryan fue atacado por Kane después de que el elenco de SmackDown pusiera a Raw bajo asedio la semana anterior. Cuando regresó en el episodio del 14 de noviembre de SmackDown, Bryan se ofreció a ser el defensor y gerente del Campeón de WWE AJ Styles de la misma manera que Paul Heyman con el Campeón Universal de WWE Brock Lesnar antes de su lucha campeón vs. campeón sin los títulos en juego en Survivor Series. El 19 de noviembre en Survivor Series, Kevin Owens y Sami Zayn atacaron a Shane McMahon durante el Traditional Survivor Series Elimination Men's match, el cual finalmente perdió el Team SmackDown. En el siguiente episodio de SmackDown, cuando McMahon estaba a punto de despedirlos, fue interrumpido por Bryan, quien, en cambio, decidió que Owens y Zayn enfrentaran a The New Day en un Lumberjack match, el cual ganaron antes de que Owens le rogara a Bryan que no los despidiera, a lo que Bryan respondió que no lo haría. Esta rivalidad organizó una lucha por equipos el 17 de diciembre en Clash of Champions, con Owens y Zayn enfrentando a Randy Orton y Shinsuke Nakamura en una lucha con Bryan y McMahon como árbitros invitados especiales y la estipulación adicional de que si Owens y Zayn perdían, serían despedidos de la WWE. Durante la lucha, McMahon detuvo intencionalmente un conteo durante el pinfall de Zayn sobre Orton, lo que enfureció a Bryan y los dos discutieron, con Bryan empujando a McMahon mientras Orton intentaba aplicarle un RKO a Zayn, quien lo evitó y luego cubrió a Orton después de que Bryan hizo un conteo rápido para darle la victoria a Owens y Zayn.

#### 2018 - Regreso a la lucha libre
En el episodio del 2 de enero de 2018 de SmackDown, Bryan anunció que, dado que Owens y Zayn lo derrotaron en luchas individuales, AJ Styles defendería el título contra Owens & Zayn en un 2-on-1 Handicap match el 28 de enero en Royal Rumble.

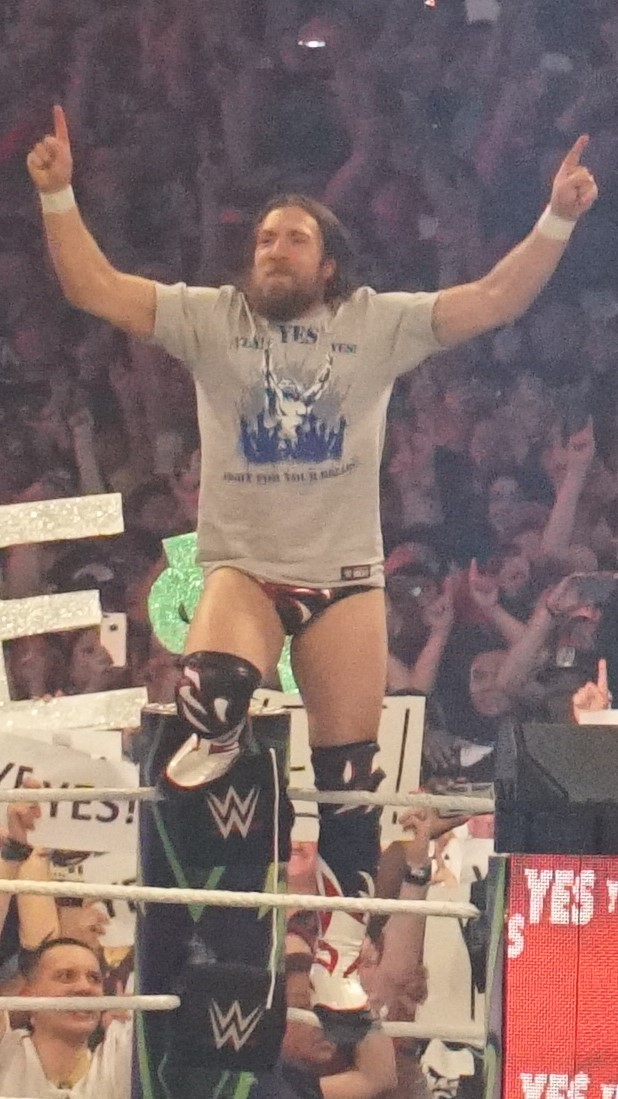
Bryan haciendo su regreso a la competición en el ring en WrestleMania 34.

Después de más de dos años de evaluaciones, revisiones de su historial médico y evaluaciones neurológicas y físicas, Bryan fue autorizado por tres neurocirujanos externos independientes, neurólogos y expertos en conmoción cerebral, además de Joseph Maroon, para regresar a la competencia interna de la WWE el 20 de marzo. En el episodio de SmackDown de esa noche, Bryan agradeció a los fanáticos por su constante apoyo y se comprometió a luchar de nuevo, pero como gerente general de SmackDown, despidió a Kevin Owens y Sami Zayn (kayfabe) por atacar a Shane McMahon la semana anterior, lo que provocó que Owens y Zayn atacaran a Bryan. En respuesta, Bryan expresó su pesar por favorecerlos y programó una lucha por equipos en WrestleMania 34, donde Bryan & Shane McMahon enfrentarían a Owens & Zayn, y estos últimos serían recontratados si ganaban. El 8 de abril en WrestleMania 34, Bryan y McMahon ganaron después de que Bryan hizo que Zayn se rindiera en su primera lucha desde abril de 2015. Como resultado de su autorización médica, McMahon anunció en el episodio del 10 de abril de SmackDown que había "aceptado con gracia la renuncia de Bryan como gerente general" antes de anunciar que Paige, recientemente retirada, sería su reemplazo. En Greatest Royal Rumble, Bryan participó en el Greatest Royal Rumble match el primer participante, con una duración de 76 minutos, el récord de mayor duración en un Royal Rumble match, antes de ser eliminado por Big Cass durante los últimos tres finalistas. Bryan derrotó a Big Cass el 6 de mayo en Backlash y el 17 de junio en Money in the Bank. En el episodio del 26 de junio de SmackDown, Bryan recibió ayuda de Kane durante un ataque posterior a una lucha de The Bludgeon Brothers, reuniendo así a Team Hell No. El 15 de julio en Extreme Rules, Team Hell No perdió una lucha por los Campeonatos en Pareja de SmackDown contra The Bludgeon Brothers después de que Kane fuera atacado antes de la lucha, con Bryan teniendo que competir por su cuenta.
Después de meses de incitar y luego evitar a Bryan, además de involucrarse en el feudo de Team Hell No con The Bludgeon Brothers, Bryan se enfrentó a su rival de muchos años The Miz el 19 de agosto en SummerSlam, pero perdió debido a un uso no detectado de nudillos de latón por parte de Miz. Después de SummerSlam, Miz se burló de Bryan dando un falso discurso de jubilación, antes de que la esposa de Bryan, Brie Bella, regresara como pareja de Bryan. El 16 de septiembre en Hell in a Cell, Bryan & Bella perdieron un Mixed Tag Team match ante Miz & Maryse después de que Maryse cubrió a Bella. El 6 de octubre en Super Show-Down, Bryan derrotó a The Miz para ganar una oportunidad por el Campeonato de WWE contra AJ Styles el 2 de noviembre en Crown Jewel. Sin embargo, a raíz del incidente de muerte de Jamal Khashoggi, Bryan se negó a trabajar en el evento Crown Jewel en Arabia Saudita y se modificó la trama para que su lucha titular se realizara el 30 de octubre en SmackDown, en la que Bryan perdió. En el episodio del 6 de noviembre de SmackDown, Bryan fue anunciado como capitán del Team SmackDown en Survivor Series, pero luego fue nombrado cocapitán cuando The Miz se nombrara a él mismo como capitán, lo que los llevó a hacer enfrentar a los oponentes entre sí para ver quién calificaría en el equipo.
En el episodio del 13 de noviembre de SmackDown, Bryan derrotó a AJ Styles para ganar el Campeonato de WWE por cuarta vez en su carrera después de un golpe bajo. Después de la lucha, Bryan atacó a Styles, convirtiéndose en heel en el proceso por primera vez desde octubre de 2012. Como resultado de su victoria por el título, Bryan fue retirado del Team SmackDown en Survivor Series (con Jeff Hardy tomando su lugar en el equipo) para enfrentarse al Campeón Universal de WWE Brock Lesnar en un combate de supremacía de marca campeón vs. campeón, donde Bryan fue derrotado. Dos noches después en SmackDown, Bryan explicó sus acciones, afirmando que estaba siguiendo sus sueños y que los fanáticos no estuvieron con él durante su recuperación para regresar al ring. Luego se bautizó a sí mismo como "El Nuevo Daniel Bryan" y se programó una revancha entre Bryan y AJ Styles por el Campeonato de WWE en TLC: Tables, Ladders & Chairs, donde Bryan retuvo el título.

#### 2019

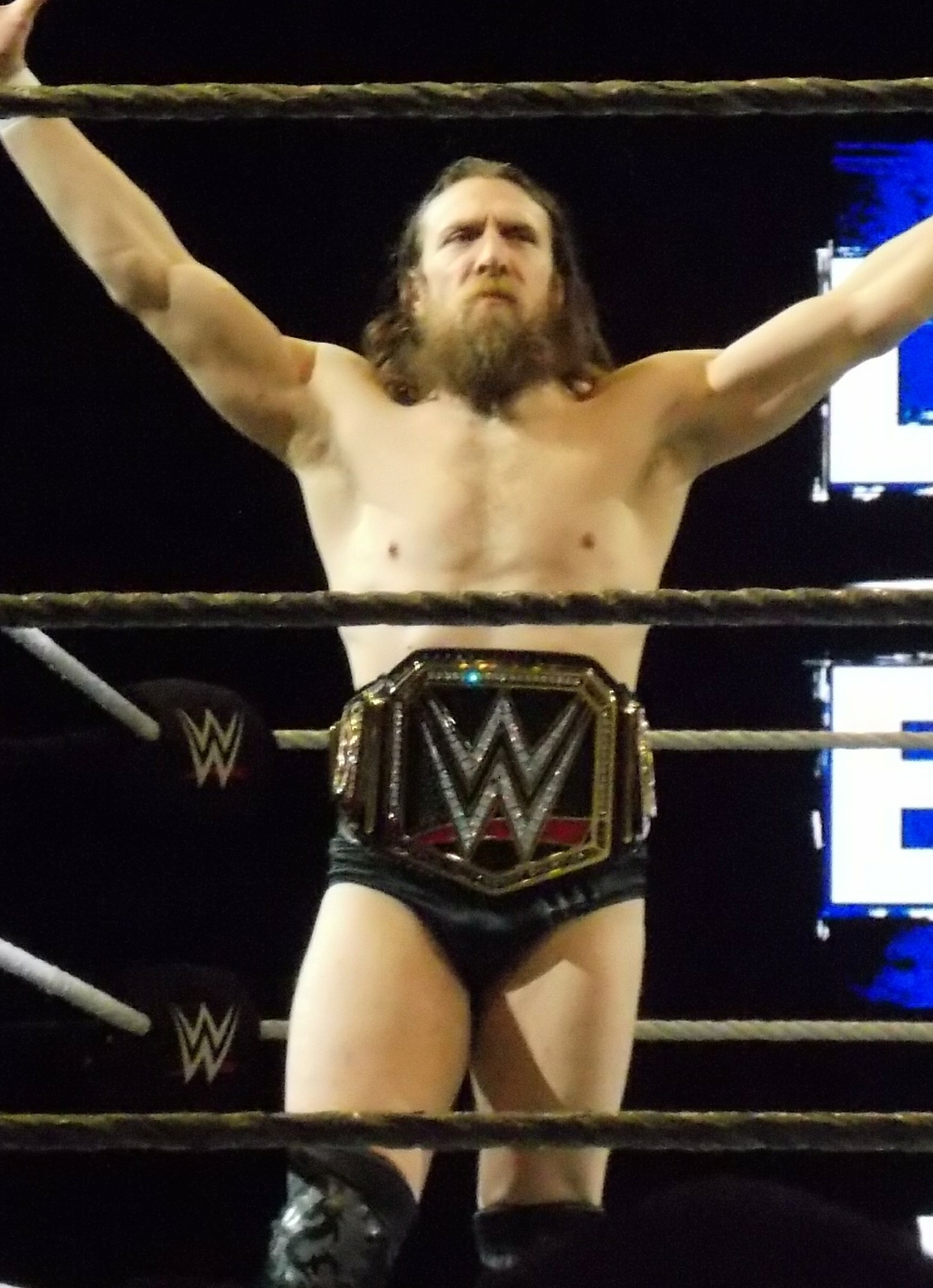
Bryan como Campeón de WWE en enero de 2019.

El 27 de enero en Royal Rumble, Bryan retuvo exitosamente el título contra Styles una vez más, luego de una interferencia de Rowan, quien hacía su regreso. En el episodio del 29 de enero de SmackDown, Bryan lanzó el cinturón de campeonato estándar en un bote de basura (lamentando el hecho de que estaba hecho de cuero) e introdujo un nuevo cinturón personalizado, denominado Campeonato del Planeta, con el mismo diseño que el cinturón estándar, pero hecho de "materiales completamente sustentables". En el episodio del 12 de febrero de SmackDown, Bryan compitió en un Gauntlet match para determinar quién ingresaría en último lugar en un Elimination Chamber match por el Campeonato de WWE en Elimination Chamber, donde Bryan y Kofi Kingston comenzaron, pero Bryan fue derrotado por Kingston. En el evento, Bryan retuvo exitosamente el título en el Elimination Chamber match, eliminando finalmente a Kingston. En Fastlane, Bryan logró retener el título ante Kevin Owens y Mustafa Ali en un Triple Threat match. En WrestleMania 35, Bryan perdió el título ante Kingston, terminando su reinado en 145 días. Después de WrestleMania, Bryan fue sacado de la televisión brevemente debido a una lesión no revelada, pero fue autorizado para regresar a la acción el 30 de abril. El 6 de mayo, Bryan compitió en su primera lucha en Raw desde marzo de 2015, donde perdió ante Kingston en una revancha de WrestleMania por el Campeonato de WWE.
En el episodio del 7 de mayo de SmackDown, Bryan & Rowan derrotaron a The Usos para ganar los vacantes Campeonatos en Parejas de SmackDown, marcando su primer reinado como equipo. En el kick-off de Money in the Bank, Bryan & Rowan fueron derrotados por The Usos en una lucha no titular. En el episodio del 17 de junio de Raw, Bryan fue derrotado por el Campeón Universal de WWE Seth Rollins en una lucha individual. En Stomping Grounds, Bryan & Rowan derrotaron a Heavy Machinery (Otis & Tucker) para retener los títulos. El 14 de julio Extreme Rules, Bryan y Rowan perdieron los títulos ante The New Day (Xavier Woods & Big E) en un Triple Threat Tag Team match, el cual también involucró a Heavy Machinery.
En el episodio del 16 de julio de SmackDown, Bryan, acompañado de Rowan, iba a dar un anuncio sobre su futuro, pero cuando apareció no dijo nada. En el episodio del 30 de julio de SmackDown, Bryan fue entrevistado por Kayla Braxton tras bastantes con respecto a su anuncio sobre su futuro, pero nuevamente no dijo nada. La semana siguiente, en el episodio del 6 de agosto de SmackDown, Bryan & Rowan fueron derrotados por Woods & Big E por descalificación en una lucha por equipos. Después del combate, Bryan y Rowan vieron en la pantalla como Roman Reigns interrogó y atacó a Buddy Murphy para descubrir quién era el responsable de los ataques que había sufrido durante la última semana. En ese segmento tras bastidores, Murphy nombró a Rowan como el atacante de Reigns. El 13 de agosto en SmackDown, Rowan atacó brutalmente a Murphy tras bastidores mientras que Bryan le exigía que retirara sus acusaciones, describiéndolo como un mentiroso. La semana siguiente en SmackDown, Bryan fue derrotado por Murphy en una lucha individual; después de eso, tras bastidores, Bryan y Rowan atacaron a Murphy durante una entrevista. Más tarde, esa misma noche, gracias a una investigación, Bryan averiguó quién era el culpable de los ataques en contra de Reigns: un hombre desconocido con apariencia similar a la de Rowan. Sin embargo, en el episodio del 27 de agosto de SmackDown, Reigns mostró el video de su primer ataque, donde un atacante misterioso empujó andamios que cayeron sobre Reigns tras bastidores. En dicho video, se veía como un Erick Rowan encapuchado empujaba los andamios durante el incidente, causando furia en Bryan, quien confrontó y abofeteó a Rowan tras bastidores antes de recibir un Spear por parte de Reigns en el ring. En el episodio del 3 de septiembre de SmackDown, Bryan salió al ring para exigir una disculpa por parte de Reigns, por haber insinuado que era un mentiroso. Sin embargo, Reigns fue atacado por Rowan mientras hacía su entrada. Después de eso, Bryan también fue atacado por Rowan, quien le aplicó un Iron Claw Slam a través de la mesa de comentaristas, terminando definitivamente su asociación. En el episodio del 17 de septiembre de SmackDown, Bryan fue atacado nuevamente por Rowan, junto con Luke Harper, quienes lo hicieron atravesar nuevamente por la mesa de comentaristas, a pesar de haber tenido refuerzo por parte de Roman Reigns. La siguiente semana en SmackDown, Bryan perdió ante Rowan, luego de una interferencia de Harper. Después del combate, Bryan fue atacado por este último antes de ser rescatado por Reigns. Posteriormente, Bryan cambió a face al preguntarle a la multitud si quería verlo a él y a Reigns acabando con Rowan y Harper, programándose de esa manera una lucha por equipos para Hell in a Cell. En el episodio del 4 de octubre de SmackDown transmitido por Fox, Bryan acudió en ayuda de Reigns en su Lumberjack match contra Rowan luego de una interferencia de Harper, lo que llevó a Reigns a la victoria. En Hell in a Cell, Bryan & Reigns derrotaron a Rowan & Harper en un Tornado Tag Team match.
El 14 de octubre, debido al Draft, se anunció que Bryan permanecería en la marca SmackDown. En el episodio del 18 de octubre de SmackDown, Bryan acudió en ayuda de Reigns luego de un ataque de King Corbin durante su combate titular contra el Campeón Intercontinental Shinsuke Nakamura. Nakamura golpeó a Bryan con un Kinshasa luego de una distracción de su cómplice Sami Zayn. Esto condujo a una lucha por equipos entre el equipo de Reigns & Bryan y el equipo de Corbin & Nakamura en el evento principal. Reigns y Bryan procedieron a derrotar a Corbin y Nakamura en el combate. En el episodio del 25 de octubre de SmackDown, Bryan fue entrevistado por Michael Cole en donde se le preguntó si el Movimiento del ¡Sí! había vuelto. Antes de que Bryan pudiera responder, fue interrumpido por Nakamura y Zayn, quienes le ofrecieron unirse a su causa para salvar el mundo en lugar de cuidar el Universo de WWE. En lugar de decir algo, Bryan simplemente dejó el ring. En la edición del 1 de noviembre de SmackDown, Bryan se enfrentó a Adam Cole en una lucha por el Campeonato de NXT, pero perdió limpiamente ante Cole. Este fue el comienzo de un storyline donde las estrellas de NXT comenzarían una pelea entre marcas con estrellas del elenco principal, según lo ordenado por Triple H. Tras bastidores durante el episodio del 8 de noviembre de SmackDown, mientras Zayn nuevamente intentaba convencer a Bryan de unirse a su facción, "The Fiend" Bray Wyatt apareció detrás de Bryan y lo atacó con un Mandible Claw. La semana siguiente en SmackDown, durante un segmento de "Miz TV", Wyatt (como su yo normal) se burló de Bryan y su antiguo personaje del "Movimiento del ¡Sí!". En respuesta, Bryan desafió a Wyatt a una lucha por el Campeonato Universal en Survivor Series y Wyatt aceptó. La siguiente semana en SmackDown, Bryan se enfrentó a The Miz en una lucha que terminó sin resultado debido a una interferencia de The Fiend, quien atacó a Bryan con un Mandible Claw. En Survivor Series, Bryan fue derrotado por The Fiend, por lo que no tuvo éxito en ganar el Campeonato Universal.

#### 2020-2021
En el SmackDown!, derrotó a The Undertaker y a King Barret en una Triple Threat Match y ganó una oportunidad al Campeonato Universal de la WWE de "The Fiend" Bray Wyatt en Royal Rumble. En Royal Rumble se enfrentó a "The Fiend" Bray Wyatt en un Strap Match por el Campeonato Universal de la WWE, sin embargo perdió. Posteriormente comenzó un feudo contra Drew Gulak, enfrentándose en Elimination Chamber, en Elimination Chamber derrotó a Drew Mcintyre, terminando el feudo y siendo compañeros en el proceso. Posteriormente comenzó un feudo contra Sami Zayn por el Campeonato Intercontinental de la WWE y en el SmackDown! del 20 de marzo, junto a Drew Mcintyre derrotaron a Cesaro & Shinsuke Nakamura, la siguiente semana en SmackDown!, su compañero Drew Gulak derrotó a Shinsuke Nakamura, dándole a Bryan una oportunidad al Campeonato Intercontinental de la WWE de Sami Zayn en WrestleMania 36. En WrestleMania 36 se enfrentó a Sami Zayn por el Campeonato Intercontinental de la WWE, sin embargo perdió. Posteriormente en SmackDown!, derrotó a Cesaro en un combate clasificatorio al Men's Money In The Bank Ladder Match en Money In The Bank. En Money In The Bank se enfrentó a King Corbin, Otis, Rey Mysterio, Aleister Black y a A.J. Styles en un Corparate Men's Money In The Bank Ladder Match, sin embargo perdió ante Otis. En el SmackDown! posterior, derrotó a Drew Mcintyre en la 1.ª ronda del torneo por el vacante Campeonato Intercontinental de la WWE, pasando a la semifinal.
En el Kick-Off de T.L.C: Tables, Ladders & Chairs, junto a Big E, Chad Gable & Otis derrotaron a  Sami Zayn, King Corbin, Cesaro & Shinsuke Nakamura.
El 31 de enero apareció en Royal Rumble como #17 siendo eliminado por Seth Rollins. El 21 de febrero en Elimination Chamber participó dentro del Elimination Chamber Match derrotando a Jey Uso, Kevin Owens, Cesaro, Sami Zayn y King Corbin ganando una oportunidad titular contra Roman Reigns por el Campeonato Universal inmediatamente después de su lucha ese mismo día perdiendo contra Reigns.
El 21 de marzo en Fastlane tuvo su revancha titular contra Reigns teniendo a Edge como Special Outside Enforcer perdiendo después de que Edge atacara a ambos con una silla y Reigns lo cubriera. Embocando a una rivalidad entre los 3.
El 11 de abril tuvo una lucha titular en el evento principal en la segunda noche de WrestleMania 37  por el Campeonato Universal contra Reigns y Edge, pero perdió el combate ante el primero. El 23 de abril Roman Reigns solicitó a Bryan una última lucha, con el campeonato en juego contra su carrera, Bryan aceptó ese mismo día, y se pactó la lucha 7 días después en SmackDown, sin embargo, no logró salir vencedor y se vio forzado a abandonar la compañía.
El 1 de mayo de 2021, se informó que su contrato con la WWE había expirado después de las transmisiones de SmackDown de la noche anterior, lo cual lo convirtió en agente libre. Durante las siguientes semanas la empresa se comunicó con Bryan para una renovación de contrato, pero él decidió no renovarlo, terminando la carrera de Daniel Bryan con 12 años y medio dentro de la misma.
Meses después admitió estar inseguro sobre renovar con WWE o no, pero decidió no hacerlo para ir a All Elite Wrestling y tener su última etapa como luchador ante luchadores de todo el mundo en todas las empresas.

### All Elite Wrestling (2021-)

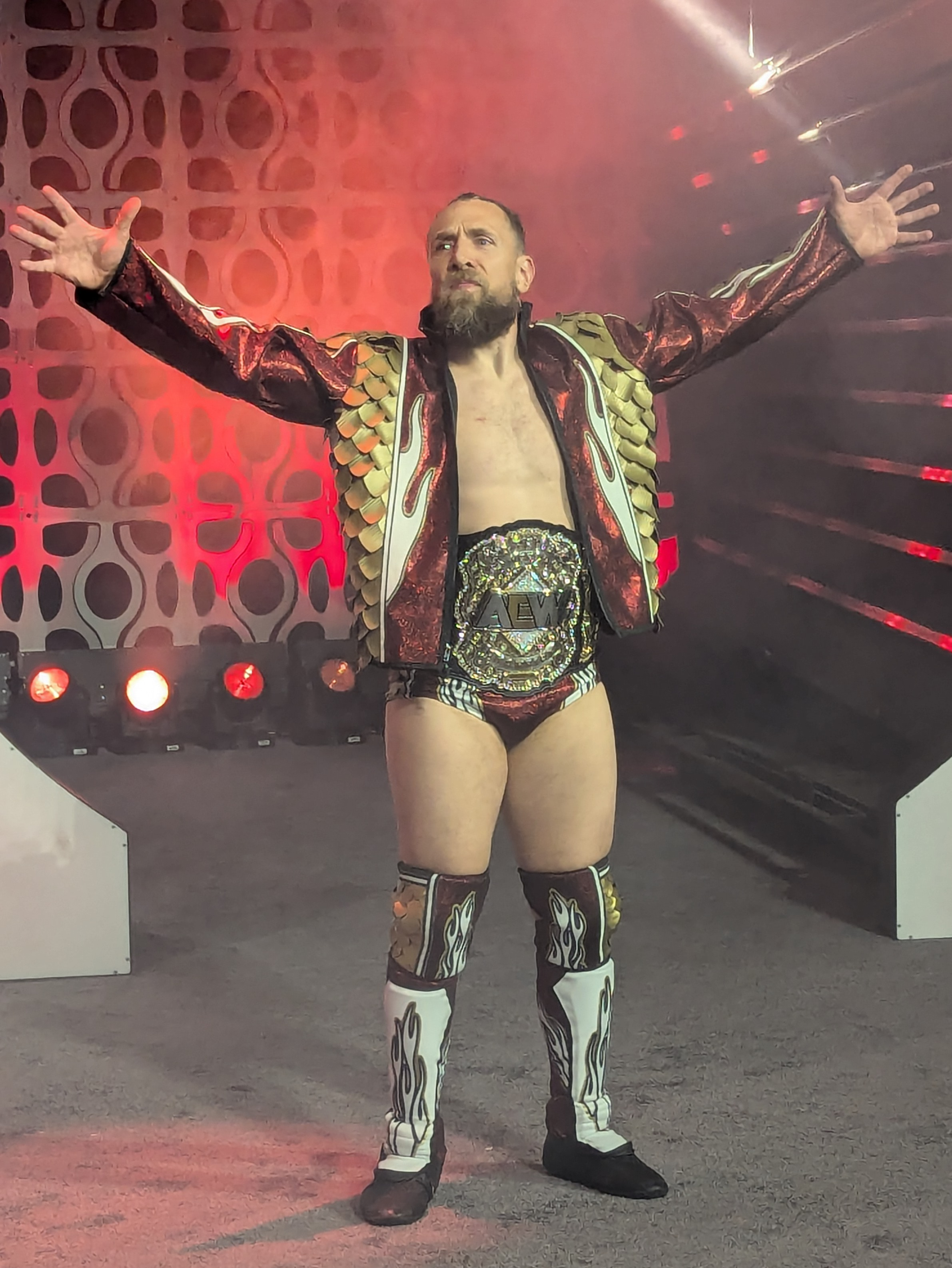
Bryan Danielson como campeón mundial de AEW

El 5 de septiembre, en el evento All Out en Chicago, Bryan Danielson debutó en All Elite Wrestling para salvar a Christian Cage de The Elite. Semanas después se enfrentó a Kenny Omega en Dynamite Grand Slam como "The American Dragon", en una lucha que resultó en empate. Este fue la primera lucha de Danielson en recibir una calificación de 5 estrellas del periodista Dave Meltzer.
Danielson ganaría el torneo por una oportunidad por el Campeonato Mundial de AEW (un torneo de eliminación de ocho hombres) después de derrotar a Dustin Rhodes, Eddie Kingston y Miro en la final en Full Gear el 13 de noviembre, recibiendo una futura lucha por el Campeonato Mundial de AEW. Luego pelearía con el recién coronado campeón mundial de AEW, Adam Page, a quien enfrentó en Winter Is Coming el 15 de diciembre. El combate terminó en otro empate por límite de tiempo, esta vez a los 60 minutos, lo que también le dio a Danielson su segundo combate calificado por 5 estrellas de Meltzer. El 5 de enero de 2022 en Dynamite, Danielson se enfrentó una vez más a Page por el Campeonato Mundial, lo que marcó su primera derrota en AEW.
El 25 de agosto de 2024, en el evento principal de All In, venció a Swerve Strickland en un combate "Título vs Carrera" para lograr su primer reinado del AEW World Championship. En el Dynamite posterior del evento, fue atacado por Jack Perry, estipulándose su primera defensa del título contra este en All Out.  Sin embargo el 12 de octubre de 2024 en  WrestleDream culminó su breve reinado y su gran carrera como luchador a tiempo completo cuando fue derrotado por Jon Moxley.

## Vida personal
- Danielson ha tenido varias influencias en su estilo de lucha como Toshiaki Kawada, Mitsuharu Misawa y William Regal.[320] También ha mencionado que su forma de luchar está inspirada en luchadores como Dean Malenko y Chris Benoit.
- Danielson ha declarado tener un estilo de vida vegano desde 2007, después de sufrir varias infecciones de hígado. Sin embargo, en septiembre de 2012, cuando trabajaba para la WWE, reveló que había dejado la dieta vegana por las dificultades para encontrar comida vegana en los viajes.[321] En 2012 fue galardonado por la organización PETA en la categoría «Most Animal-Friendly Athlete» (El deportista más amigable con los animales).[322]
- En honor a Danielson, el Alcalde de Yakima (Washington) Micah Cawley declaró el 13 de enero como «Día de Daniel Bryan».[323]
- Danielson se casó con Brianna Monique García-Colace, más conocida como Brie Bella, el 11 de abril de 2014. De este matrimonio nació su primera hija de nombre Birdie Joe Danielson el 9 de mayo de 2017 y el 1 de agosto de 2020 nació su segundo hijo de nombre Buddy Dessert Danielson.
- El 21 de abril de 2014 WWE.com anunció que el padre de Daniel Bryan había fallecido horas antes del Raw. Danielson insistió en aparecer esa noche, pero se fue a casa inmediatamente después de su segmento.[324]

## Campeonatos y logros
- All Elite Wrestling
  - AEW World Championship (1 vez)
  - AEW World Championship Eliminator Tournament (2021)
  - Owen Hart Cup (2024)
  - Dynamite Award (2 veces)
    - Biggest Surprise (2022) - Adam Cole and Bryan Danielson make their debut
    - Biggest Beatdown (2022) - Hangman Adam Page goes 60 with Adam Page

- Full Impact Pro/FIP
  - FIP World Heavyweight Championship (1 vez)

- Memphis Championship Wrestling/MCW
  - MCW Southern Light Heavyweight Championship (1 vez)
  - MCW Southern Tag Team Championship (1 vez) – con Spanky

- New Japan Pro Wrestling/NJPW
  - IWGP Junior Heavyweight Tag Team Championship (1 vez) – con Curry Man

- Pro Wrestling Guerrilla/PWG
  - PWG World Championship (2 veces)

- Pro Wrestling NOAH/NOAH
  - GHC Junior Heavyweight Championship (1 vez)

- Ring of Honor/ROH
  - ROH World Championship (1 vez)
  - ROH Pure Championship (1 vez)
  - ROH Hall of Fame (2022)[325]

- Westside Xtreme Wrestling
  - wXw World Heavyweight Championship (1 vez)

- World Wrestling Entertainment/WWE
  - WWE Championship  (4 veces)
  - World Heavyweight Championship (1 vez)
  - WWE Intercontinental Championship (1 vez)
  - WWE United States Championship (1 vez)
  - WWE Tag Team Championship (1 vez) - con Kane
  - SmackDown Tag Team Championship (1 vez) - con Rowan
  - Money in the Bank (2011)
  - Elimination Chamber (2012, 2019, 2021)
  - Triple Crown Championship (vigesimosexto)
  - Grand Slam Championship (decimoquinto)
  - Slammy Award (12 veces)
    - Beard of the Year (2013)[326]
    - Catchphrase of the Year (2013) – YES! YES! YES![326]
    - Cole in Your Stocking (2010) – attacking Michael Cole on NXT[327]
    - Couple of the Year (2013, 2014) – con Brie Bella[326][328]
    - Facial Hair of the Year (2012)[329]
    - Fan Participation of the Year (2013) – YES! YES! YES![330]
    - Rivalry of the Year (2014) – vs. The Authority[328]
    - Shocker of the Year (2010) – The Nexus' debut[327]
    - Superstar of the Year (2013)[330]
    - Tweet of the Year (2012) – "Goat face is a horrible insult. My face is practically perfect in every way. In fact, from now on I demand to be called Beautiful Bryan"[329][331]
    - Upset of the Year (2012) – defeating Mark Henry and Big Show at the Royal Rumble[329]

- Pro Wrestling Illustrated
  - Luchador del año (2013)
  - Lucha del año (2013) vs. John Cena (SummerSlam, 17 de agosto)
  - PWI Luchador Más Popular del Año (2013)[332]
  - PWI Feudo del Año (2013)[333] vs. The Authority
  - Retorno del año (2018)
  - Clasificado en el puesto n.º 206 en los PWI 500 de 2001[334]
  - Clasificado en el puesto n.º 89 en los PWI 500 de 2002[335]
  - Clasificado en el puesto n.º 61 en los PWI 500 de 2003[336]
  - Clasificado en el puesto n.º 77 en los PWI 500 de 2004[337]
  - Clasificado en el puesto n.º 76 en los PWI 500 de 2005[338]
  - Clasificado en el puesto n.º 16 en los PWI 500 de 2006[339]
  - Clasificado en el puesto n.º 17 en los PWI 500 de 2007[340]
  - Clasificado en el puesto n.º 13 en los PWI 500 de 2008[341]
  - Clasificado en el puesto n.º 27 en los PWI 500 de 2009[342]
  - Clasificado en el puesto n.º 44 en los PWI 500 de 2010[343]
  - Clasificado en el puesto n.º 15 en los PWI 500 de 2011[344]
  - Clasificado en el puesto n.º 4 en los PWI 500 de 2012[345]
  - Clasificado en el puesto n.º 11 en los PWI 500 de 2013[346]
  - Clasificado en el puesto n.º 1 en los PWI 500 de 2014[347]
  - Clasificado en el puesto n.º 14 en los PWI 500 de 2015[348]
  - Clasificado en el puesto n.º 91 en los PWI 500 de 2018[349]
  - Clasificado en el puesto n.º 2 en los PWI 500 de 2019[350]
  - Clasificado en el puesto n.º 32 en los PWI 500 de 2020[351]
  - Clasificado en el puesto n.º 36 en los PWI 500 de 2021[352]
  - Clasificado en el puesto n.º 7 en los PWI 500 de 2022[353]
  - Clasificado en el puesto n.º 16 en los PWI 500 de 2023[354]
  - Clasificado en el puesto n.º 14 en los PWI 500 de 2024[355]

- Wrestling Observer Newsletter
  - Mejor Luchador Técnico (2005–2013)
  - Lucha del Año (2007) vs. Takeshi Morishima en ROH Manhattan Mayhem II el 25 de agosto
  - Luchador Más Sobresaliente (2006–2010)
  - Lucha 5 estrellas (2021) vs. Kenny Omega en Dynamite: Grand Slam el 22 de septiembre
  - Lucha 5 estrellas (2021) vs. Adam Page en Dynamite #115: Winter Is Coming el 15 de diciembre
  - Lucha 5 estrellas (2022) con Jon Moxley, Eddie Kingston, Santana & Ortiz vs. The Jericho Appreciation Society (Chris Jericho, Jake Hager, Daniel Garcia, Matt Menard & Angelo Parker) en Double or Nothing el 29 de mayo
  - Lucha 5.75 estrellas (2023) vs. MJF en Revolution el 5 de marzo
  - Lucha 5 estrellas (2023) con Jon Moxley, Claudio Castagnoli & Wheeler Yuta vs. The Elite (Kenny Omega, "Hangman" Adam Page, Matt Jackson & Nick Jackson) en Double or Nothing el 28 de mayo
  - Lucha 5 estrellas (2023) vs. Ricky Starks en All Out el 3 de septiembre
  - Lucha 5.25 estrellas (2024) vs. Swerve Strickland en All In el 25 de agosto